# Albert Einstein
Albert Einstein (em hebraico: אלברט איינשטיין; Ulm, 14 de março de 1879 – Princeton, 18 de abril de 1955) foi um físico teórico alemão, que desenvolveu a teoria da relatividade geral, um dos pilares da física moderna ao lado da mecânica quântica. Embora mais conhecido por sua fórmula de equivalência massa–energia, E = mc² — que foi chamada de "a equação mais famosa do mundo" —, foi laureado com o Prêmio Nobel de Física de 1921 "por suas contribuições à física teórica" e, especialmente, por sua descoberta da lei do efeito fotoelétrico, que foi fundamental no estabelecimento da teoria quântica.
Nascido em uma família de judeus alemães, mudou-se para a Suíça ainda jovem e iniciou seus estudos na Escola Politécnica de Zurique. Após dois anos procurando emprego, obteve um cargo no escritório de patentes suíço enquanto ingressava no curso de doutorado da Universidade de Zurique. Em 1905, publicou uma série de artigos acadêmicos revolucionários. Uma de suas obras era o desenvolvimento da teoria da relatividade especial. Percebeu, no entanto, que o princípio da relatividade também poderia ser estendido para campos gravitacionais, e com a sua posterior teoria da gravitação, de 1916, publicou um artigo sobre a teoria da relatividade geral. Enquanto acumulava cargos em universidades e instituições, continuou a lidar com problemas da mecânica estatística e teoria quântica, o que levou às suas explicações sobre a teoria das partículas e o movimento browniano. Também investigou as propriedades térmicas da luz, o que lançou as bases da teoria dos fótons. Em 1917, aplicou a teoria da relatividade geral para modelar a estrutura do universo como um todo. Suas obras renderam-lhe o status de celebridade mundial enquanto tornava-se uma nova figura na história da humanidade, recebendo prêmios internacionais e sendo convidado de chefes de estado e autoridades. Foi professor da Academia de Ciências de Berlim.
Em 1933, quando o Partido Nazista chegou ao poder na Alemanha, estava nos Estados Unidos, onde passou a morar. Desde então, não tornou a residir no seu país de origem. Naturalizou-se estadunidense em 1940. Em agosto de 1939, pouco antes da eclosão da Segunda Guerra Mundial, ajudou a alertar o presidente Franklin D. Roosevelt que a Alemanha poderia estar desenvolvendo uma arma atômica, recomendando aos norte-americanos começarem uma pesquisa semelhante, que se tornaria o Projeto Manhattan. Apoiou os Aliados, opondo-se, no entanto, à utilização de armas nucleares contra o Japão. Mais tarde, com o filósofo britânico Bertrand Russell, assinou o Manifesto Russell-Einstein, que destacou o perigo das armas nucleares. Foi afiliado ao Instituto de Estudos Avançados de Princeton, onde trabalhou até sua morte em 1955.
Realizou diversas viagens ao redor do mundo, deu palestras públicas em conceituadas universidades e conheceu personalidades célebres de sua época, tanto na ciência quanto fora do mundo acadêmico. Publicou mais de 300 trabalhos científicos, juntamente com mais de 150 obras não científicas. Suas grandes conquistas intelectuais e originalidade fizeram da palavra "Einstein" sinônimo de gênio. Em 1999, foi eleito por 100 físicos renomados o mais memorável físico de todos os tempos. No mesmo ano, a revista TIME, em uma compilação com as pessoas mais importantes e influentes, classificou-o a pessoa do século XX.

## Início de vida

### Primeiros anos e educação

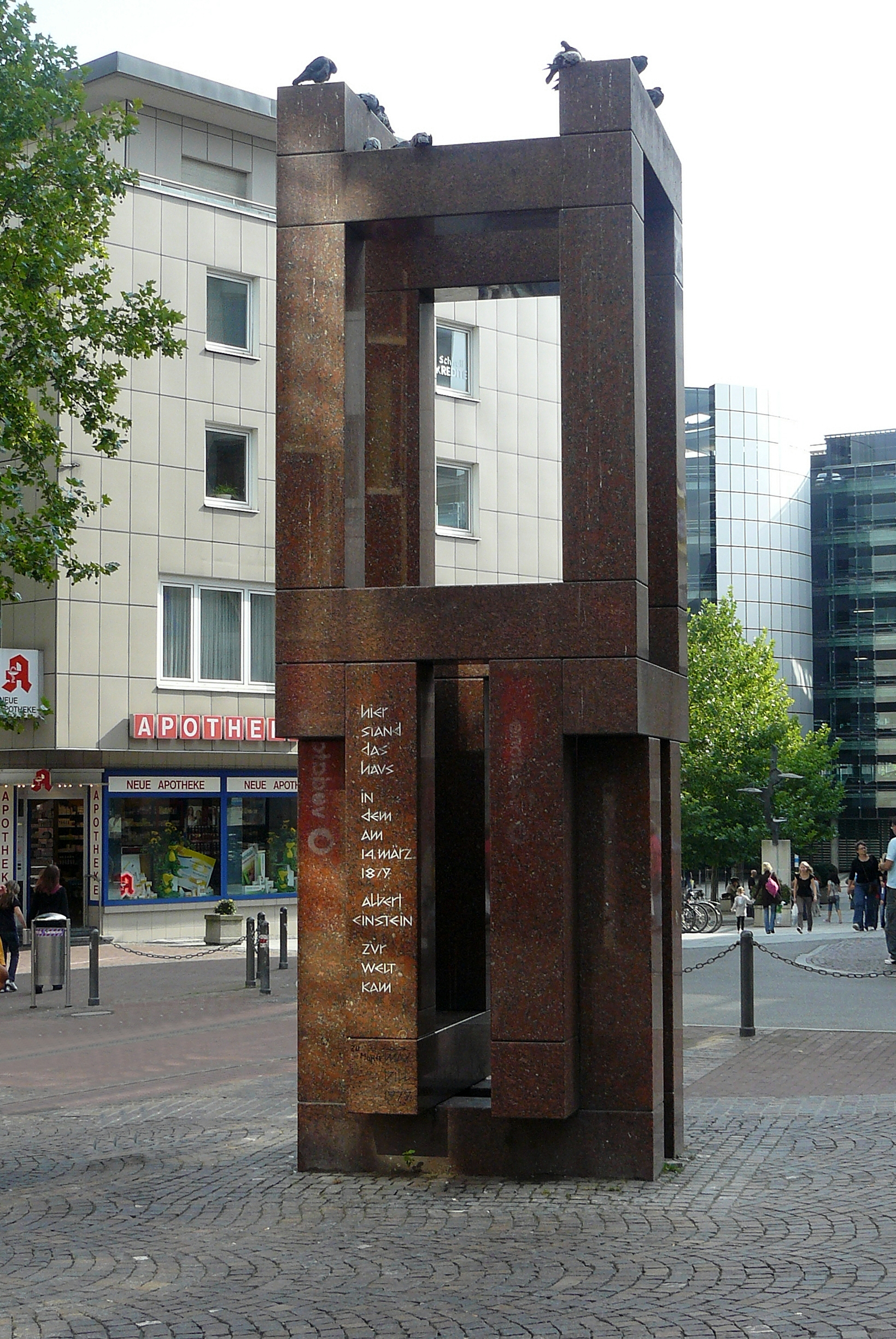
Monumento no local onde Einstein nasceu, em Ulm

Albert Einstein nasceu em Ulm, no Reino de Württemberg, Império Alemão (atual Baden-Württemberg, Alemanha), em 14 de março de 1879. Seus pais eram Hermann Einstein, um vendedor e engenheiro, e Pauline Einstein (nascida Koch). Os Einstein eram judeus asquenazes não praticantes. Em 1880 a família mudou-se para Munique, onde seu pai e tio fundaram a Elektrotechnische Fabrik J. Einstein & Cie, empresa que fabricava equipamentos elétricos acionados por corrente contínua. Um ano mais tarde seus pais deram à luz a uma menina, Maria "Maja" Einstein, sua irmã mais nova. Com cinco anos o jovem Albert estudou em uma escola primária católica durante três anos. Aos oito foi transferido para o Ginásio Luitpold, hoje conhecido como Ginásio Albert Einstein, onde recebeu educação escolar primária e secundária, até deixar a Alemanha sete anos depois. Seu tio Jacob, um engenheiro, e Max Talmey, um jovem estudante pobre de medicina que jantava na casa da família uma vez por semana entre 1889 e 1894, foram grandes influências durante seus anos de formação. Eles incentivaram sua curiosidade inerente e insaciável sobre tudo. Talmey trouxe livros populares de ciência, incluindo Crítica da Razão Pura de Immanuel Kant, que Einstein começou a ler.

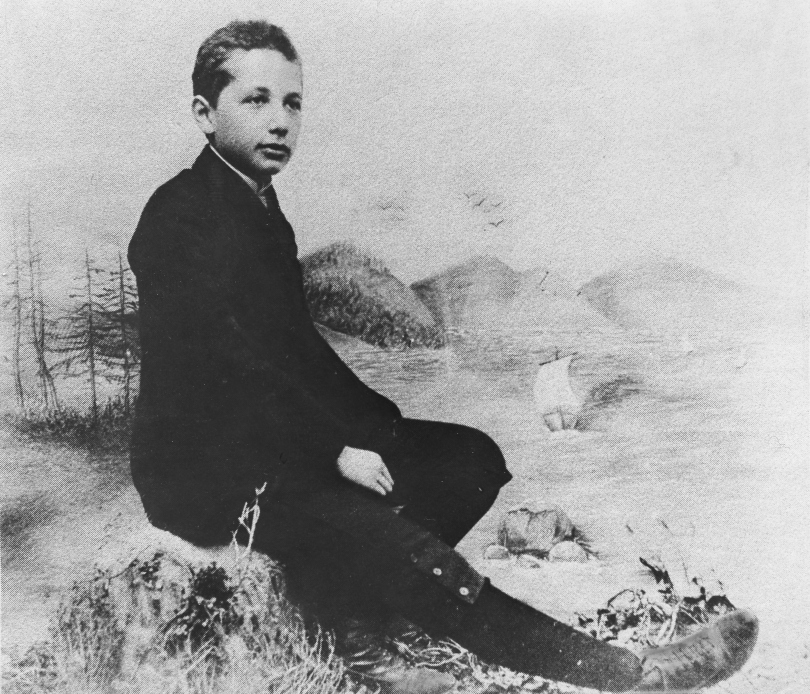
Einstein com cerca de 14 anos, 1894

Em 1894, a empresa de seu pai faliu: a corrente contínua perdeu a Guerra das Correntes para a corrente alternada. Em busca de negócios, a família de Einstein mudou-se para a Itália, primeiro para Milão e, alguns meses mais tarde, para Pavia. Quando a família se mudou para a cidade italiana, Einstein ficou em Munique para terminar seus estudos no Ginásio Luitpold. Seu pai queria que seguisse a engenharia elétrica, mas o jovem entrou em choque com as autoridades e ressentiu-se com o regime da escola e o método de ensino. Escreveu mais tarde que o espírito do conhecimento e o pensamento criativo foram perdidos na esteira da aprendizagem mecânica. No final de dezembro de 1894, viajou para a Itália para se juntar à sua família em Pavia, convencendo a escola a deixá-lo ir usando um atestado médico. Foi durante seu tempo na Itália que escreveu um pequeno ensaio com o título "Sobre a Investigação do Estado do Éter num Campo Magnético".
No final do verão de 1895, com dezesseis anos, dois antes da idade padrão, realizou os exames de admissão para a Escola Politécnica Federal Suíça (hoje a ETH-Zurique). Ele não conseguiu alcançar o padrão exigido em várias disciplinas, mas obteve notas excepcionais em física e matemática. Seguindo o conselho do diretor da Politécnica, frequentou a Escola Cantonal em Aarau, Suíça, entre 1895 e 1896 para completar o ensino secundário. Enquanto se hospedava com a família do professor Jost Winteler, apaixonou-se por sua filha, Marie Winteler (mais tarde sua irmã Maja casou-se com o filho dos Wintelers, Paul). Em 28 de janeiro de 1896, com a aprovação de seu pai, renunciou à sua cidadania no Reino de Württemberg, para evitar o serviço militar. Em 29 de outubro foi aprovado no exame Matura com boas notas. Embora tivesse apenas 17 anos, um a menos que os demais alunos, matriculou-se no curso de quatro anos para obter o diploma de professor de física da Escola Politécnica. Durante os anos de graduação, viveu com uma mesada de 1 franco suíço por mês, da qual guardou uma pequena quantia para pagar por seus papéis de naturalização. Marie Winteler mudou-se para Olsberg, Suíça, onde obteve um cargo como professora.
A futura esposa de Einstein, Mileva Marić, também se matriculou na Escola Politécnica no mesmo ano, e era a única mulher entre os seis estudantes de matemática e física nas aulas do curso. Com o passar dos anos, sua amizade com Marić se desenvolveu em romance, e juntos liam livros extra-curriculares de física onde Einstein estava mostrando um interesse crescente. Em 1900, Einstein foi agraciado com o diploma de ensino da Politécnica de Zurique, mas Marić foi reprovada no exame com uma nota baixa em um componente da matemática, a teoria das funções. Houve alegações de que Marić colaborou com Einstein em seus célebres trabalhos de 1905, mas os historiadores da física que estudaram a questão não encontraram nenhuma evidência de que ela tenha feito quaisquer contribuições substanciais.

### Família e início de carreira

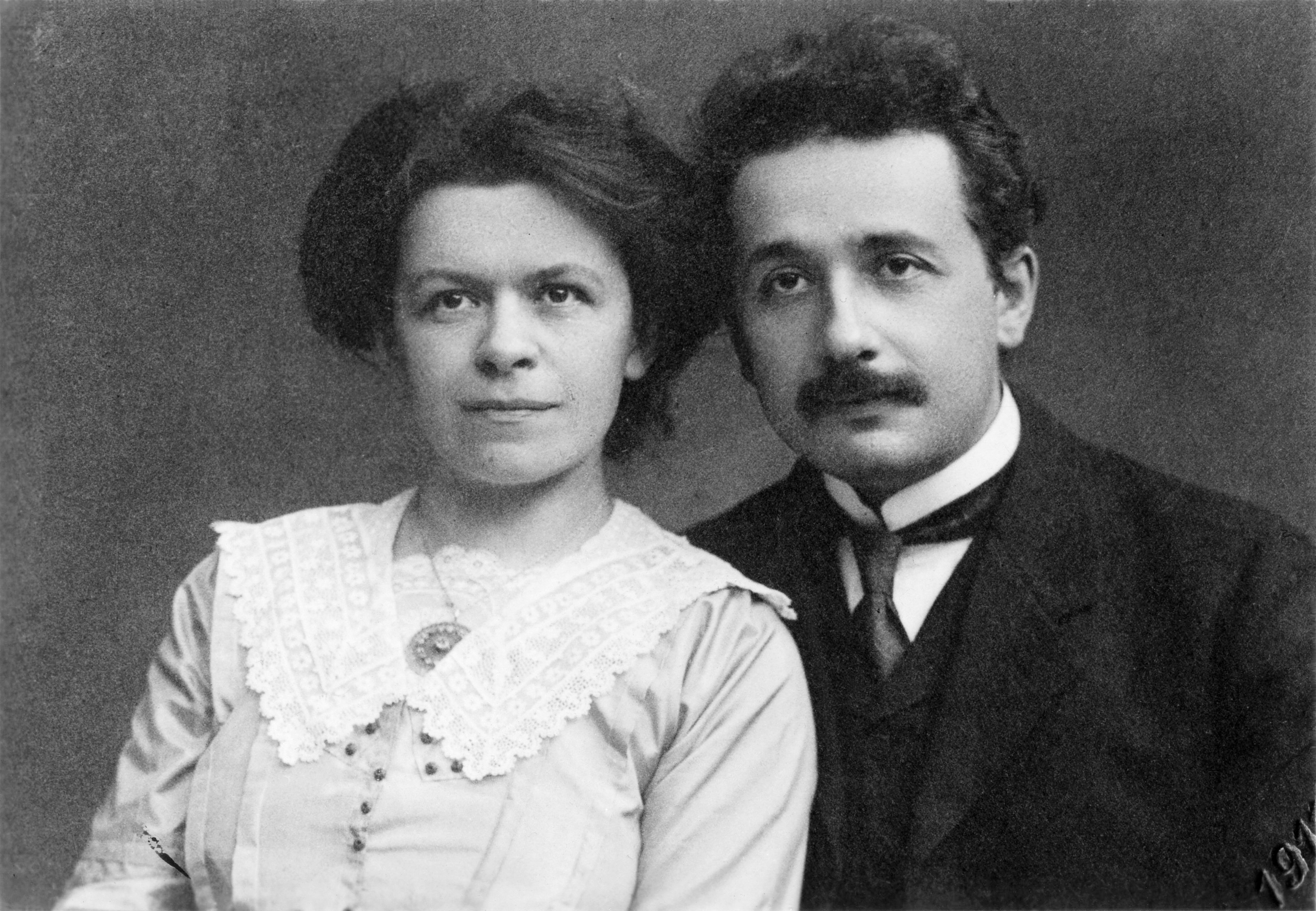
Mileva Marić e Albert Einstein, 1912

Einstein e Marić casaram-se em 6 de janeiro de 1903, em Berna. Em 14 de maio de 1904 nasceu o primeiro filho do casal, Hans Albert Einstein, na capital suíça. Seu segundo filho, Eduard, nasceu em Zurique, em julho de 1910. Seu casamento não parece ter sido muito feliz. Em cartas reveladas em 2015, escreveu ao seu antigo amor, Marie Winteler, sobre seu casamento e seus ainda fortes sentimentos por ela. Em 1910, escreveu "penso em você do fundo do coração em cada minuto livre de que disponho, e estou tão infeliz como só um homem pode estar", enquanto sua mulher estava grávida do seu segundo filho. Falou sobre um "amor mal orientado" e uma "vida desperdiçada" em relação aos seus sentimentos por Marie. Em 1914 mudou-se para Berlim, enquanto sua esposa ficou em Zurique com seus filhos. Eles se divorciaram em 14 de fevereiro de 1919, após viverem separados por cinco anos. Existem rumores de que ele era um "mulherengo devasso e teve muitos casos". No entanto, essas histórias não seriam fundamentadas. Depois de se tornar famoso, muitas mulheres, jovens e velhas, aproximaram-se dele com o pretexto de tentar entender sua teoria. Mileva não toleraria esse comportamento e se tornou briguenta, e este foi um dos motivos de seu divórcio. Ela viveu em Zurique como uma viúva. Pela maioria dos relatos seu estado mental se acalmou, e ela cuidou de seus dois filhos. Einstein visitou sua ex-esposa e seu filho Eduard, que era esquizofrênico e vivia em uma instituição mental, pela última vez às vésperas da Segunda Guerra Mundial. Marić morreu tranquilamente em um hospital em agosto de 1948.
A descoberta e publicação em 1987 de uma correspondência inicial entre Einstein e sua esposa revelou que eles tiveram uma filha, Lieserl, nascida em Novi Sad, onde Marić estava com seus pais. Marić voltou à Suíça sem a criança, cujo nome verdadeiro e destino são desconhecidos. Einstein provavelmente nunca viu sua filha. Seu destino é desconhecido, mas o conteúdo de uma carta que escreveu a Marić em setembro de 1903 sugere que a criança foi adotada ou morreu de escarlatina na infância. Posteriormente, casou-se com Elsa Löwenthal em 2 de junho de 1919, após ter tido um relacionamento com ela desde a Páscoa de 1912. Elsa era sua prima materna em primeiro grau e paterna em segundo grau. Em 1933, eles emigraram para os Estados Unidos. Em 1935 Elsa Einstein foi diagnosticada com problemas cardíacos e renais e morreu em 20 de dezembro de 1936. De seus filhos com Marić, Hans Einstein foi o único a gerar descendência, tendo um menino, Bernhard Caesar, nascido em 1930; o único neto conhecido de Einstein.

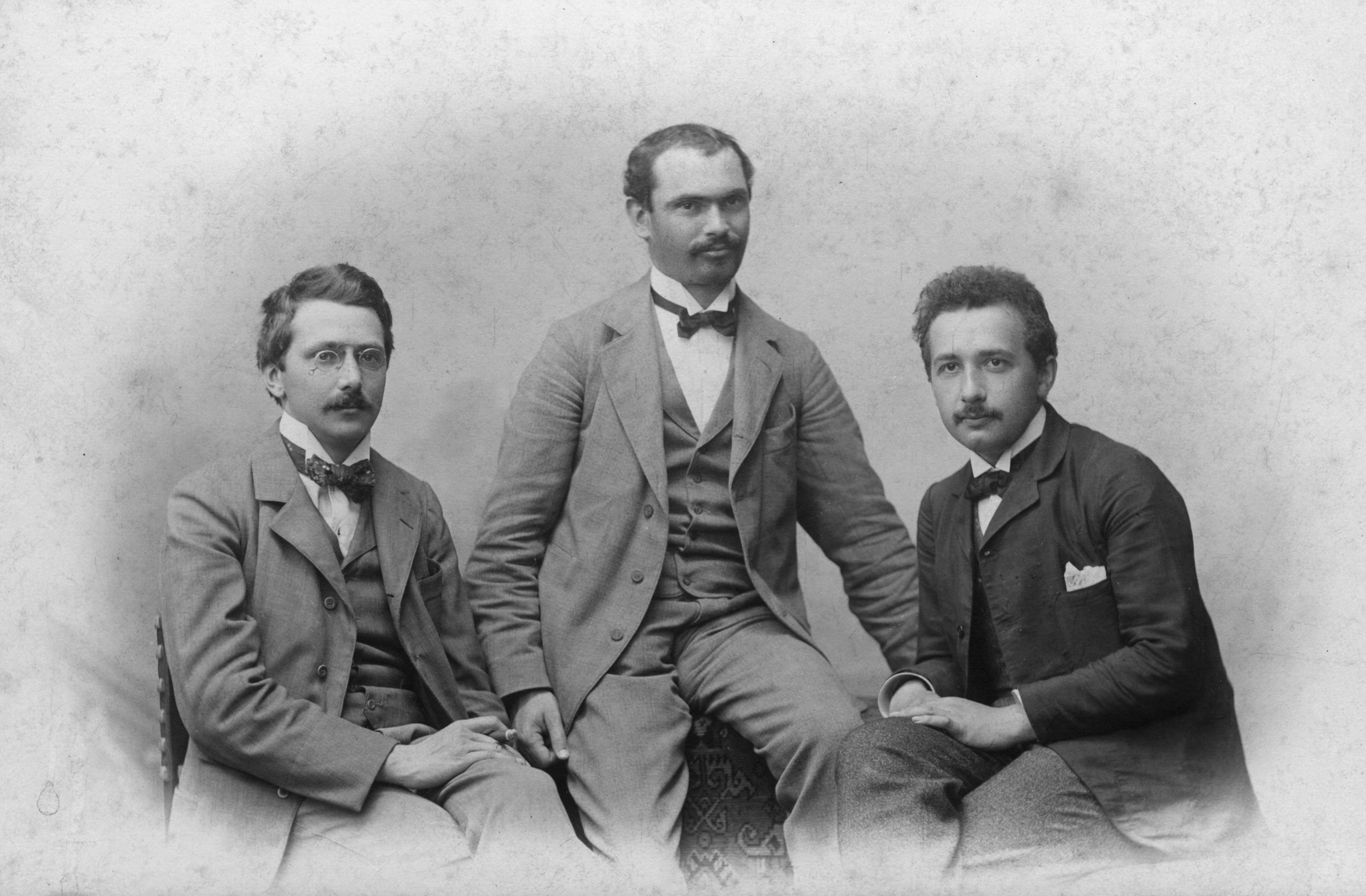
Da esquerda para a direita: Conrad Habicht, Maurice Solovine e Einstein, fundadores da Academia Olímpia

Depois de formado, Einstein passou quase dois anos frustrantes procurando um cargo de professor. Adquiriu a nacionalidade suíça em 21 de fevereiro de 1901, mas não foi convocado para a conscrição por razões médicas. O pai de Marcel Grossmann o ajudou a conseguir um emprego em Berna, no Instituto Federal Suíço de Propriedade Intelectual, o escritório de patentes da Suíça, onde começou a trabalhar em 16 de junho de 1902 como examinador assistente. Dentre outras atividades avaliou pedidos de patentes de dispositivos eletromagnéticos. Em 1903 seu posto no escritório de patentes tornou-se permanente, embora tenha sido preterido para promoção até que "dominasse totalmente a tecnologia da máquina". Muito de seu trabalho no escritório de patentes relacionava-se a questões sobre a transmissão de sinais elétricos e sincronização eletromecânica do tempo, dois problemas técnicos que aparecem visivelmente nos experimentos mentais que o levaram a suas conclusões radicais sobre a natureza da luz e da conexão fundamental sobre o espaço e tempo. Com alguns amigos que conheceu em Berna, começou um pequeno grupo de discussão, autodenominado Academia Olímpia, que se reunia regularmente para discutir ciência e filosofia. As leituras do grupo incluíam trabalhos de Henri Poincaré, Ernst Mach e David Hume, que influenciaram sua visão científica e filosófica.

## Carreira acadêmica

### Do escritório de patentes à consagração

Einstein no Escritório de Patentes de Berna, 1905

Em fevereiro de 1901, Einstein adquiriu a nacionalidade suíça. Poucos meses depois, no início do mesmo ano, seu artigo "Conclusões Retiradas dos Fenômenos da Capilaridade" ("Folgerungen aus den Capillaritätserscheinungen") foi publicado no prestigiado periódico acadêmico Annalen der Physik. Foi seu primeiro artigo científico a ser publicado, os editores ficaram impressionados e publicaram o trabalho do jovem cientista desconhecido em março, quando tinha completado apenas 22 anos. Estimulado pelo seu sucesso inicial, poucos meses depois, em setembro, o jovem futuro pai iniciou seu doutoramento pela Universidade de Zurique com o professor de física experimental Alfred Kleiner como orientador, com a tese "Uma Nova Determinação das Dimensões Moleculares" ("Eine neue Bestimmung der Moleküldimensionen"), um artigo sobre as forças moleculares em gases na qual esperava que lhe conferisse o grau acadêmico de doutor. Ainda no verão de 1901, trabalhou como professor substituto numa escola técnica em Winterthur e como tutor numa escola particular em Schaffhausen. Einstein concluiu sua tese em 30 de abril de 1905. Neste mesmo ano, que tem sido chamado de o Ano Miraculoso, publicou quatro trabalhos revolucionários sobre o efeito fotoelétrico, o movimento browniano, a relatividade especial e a equivalência entre massa e energia, que o levariam ao conhecimento do mundo acadêmico. Em 1906, enquanto era promovido no escritório de patentes, recebeu formalmente o título de doutor e conheceu Max Planck, que começou a discutir algumas implicações da teoria da relatividade especial. No final desse ano terminou um artigo fundamental sobre calor específico, além de escrever resenhas de livros para o Annalen der Physik. No final de 1907, fez seus primeiros passos importantes em direção à teoria da relatividade geral tentando reconciliar a gravidade newtoniana com a relatividade especial, além de tentar usar o princípio da equivalência para a construção de uma nova teoria da gravidade.

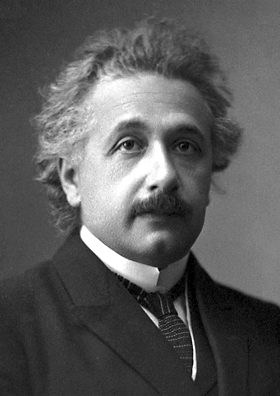
Retrato oficial de Einstein em 1921 depois de receber o Prêmio Nobel de Física

Em fevereiro de 1908 já era reconhecido como um importante cientista e foi nomeado Privatdozent (professor) na Universidade de Berna. No ano seguinte, deixou o escritório de patentes e o cargo de professor e começou a dar aulas de eletrodinâmica na Universidade de Zurique, Alfred Kleiner recomendou-lhe à faculdade um recém-criado cargo de professor em física teórica. Foi nomeado professor adjunto em 1909. Tornou-se professor catedrático na Universidade Carolina em Praga, em 1911, aceitando a cidadania austríaca no Império Austro-Húngaro para fazer isso. Em 1912, entretanto, retornou à sua alma mater, em Zurique. De 1912 até 1914 foi professor de física teórica no Instituto Federal de Tecnologia de Zurique (ETH), onde lecionou mecânica analítica e termodinâmica. Também estudou mecânica do contínuo, a teoria molecular do calor, e o problema da gravitação, no qual trabalhou com o matemático Marcel Grossmann. Em 1914, retornou à Alemanha depois de ser nomeado diretor do Instituto Kaiser Guilherme de Física (1914- 1932) e professor da Universidade Humboldt de Berlim, com uma cláusula especial em seu contrato que o liberou da maioria das obrigações dos docentes. Ele se tornou um membro da Academia Prussiana de Ciências. Em 1916, Einstein foi nomeado presidente da Sociedade Alemã de Física, cargo que ocuparia até 1918.
Em novembro de 1911 foi convidado a participar da primeira Conferência de Solvay em Bruxelas, que reunia alguns dos maiores cientistas de todos os tempos, junto de Max Planck e Marie Curie. No mesmo ano, calculou que, com base em sua nova teoria da relatividade geral, a luz de uma estrela seria curvada pela gravidade do Sol. Essa previsão foi dada como confirmada em observações feitas por duas expedições britânicas, durante o eclipse solar de 29 de maio de 1919: uma liderada por Sir Arthur Stanley Eddington na Ilha do Príncipe; e outra liderada por Andrew Crommelin e Charles R. Davidson na cidade brasileira de Sobral, no Ceará. Notícias da mídia internacional fizeram Einstein instantaneamente famoso. Em 7 de novembro, The Times, o maior jornal britânico, publicou uma manchete que dizia: "Revolução na Ciência – Nova Teoria do Universo – Ideias de Newton Derrubadas". Usando sua imagem na capa, a revista semanal alemã Berliner Illustrirte Zeitung publicou uma manchete intitulada "Nova figura na história do mundo". Muito mais tarde, foram levantadas questões se os cálculos foram precisos o suficiente para apoiar a teoria. Em 1980, os historiadores John Earman e Clark Glymour publicaram uma análise sugerindo que Eddington tinha suprimido resultados desfavoráveis. A seleção dos dados de Eddington parece válida e sua equipe realmente fez medições astronômicas verificando a teoria. Posteriormente, em 1979 o Observatório Real de Greenwich fez uma reanalise moderna dos dados, apoiando a medição original de 1919. Em 10 de novembro de 1922, Einstein foi agraciado com o Prêmio Nobel de Física de 1921 "por suas contribuições à física teórica e, especialmente, por sua descoberta da lei do efeito fotoelétrico". A relatividade não era bem compreendida. Mais tarde também recebeu a Medalha Copley da Royal Society em 1925 e a Medalha de Ouro da Royal Astronomical Society em 1926.

### Viagens para o exterior
Einstein visitou Nova Iorque pela primeira vez em 2 de abril de 1921, onde recebeu uma recepção oficial por parte do prefeito John Francis Hylan, seguido de três semanas de palestras e recepções. Apresentou diversas conferências na Universidade Columbia e na Universidade de Princeton, e em Washington acompanhou representantes da Academia Nacional de Ciências em uma visita à Casa Branca. Em seu retorno à Europa, foi convidado do estadista e filósofo britânico Visconde de Haldane, em Londres, onde se encontrou com várias figuras científicas, intelectuais e políticas de renome e apresentou uma palestra na King's College de Londres. Em 1922, viajou por toda a Ásia e depois à Palestina, como parte de uma excursão de seis meses apresentando palestras. Suas viagens incluíram Singapura, Ceilão e Japão, onde deu uma série de palestras para milhares de japoneses. Sua primeira palestra em Tóquio durou quatro horas e após a apresentação encontrou-se com o imperador e imperatriz no Palácio Imperial, onde milhares vieram assisti-lo. Em uma carta para seus filhos, descreveu sua impressão sobre os japoneses como modestos, inteligentes, atenciosos e tendo sensibilidade para a arte. Em sua viagem de volta também visitou a Palestina durante 12 dias, no que viria a ser sua única visita naquela região. Ao chegar na casa do alto comissário britânico Sir Herbert Louis Samuel com uma saudação com tiro de canhão, foi recebido como se fosse um chefe de Estado, em vez de um físico. Durante uma recepção, o edifício foi invadido por pessoas que queriam ver e ouvi-lo. Na palestra para a audiência, expressou sua felicidade de que o povo judeu estava começando a ser reconhecido como uma força no mundo.

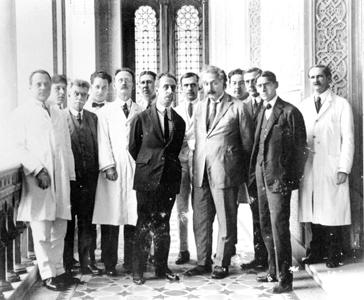
Carlos Chagas e a equipe do Instituto Oswaldo Cruz, em recepção a Einstein

Einstein fez uma viagem à América do Sul, em 1925, visitando países como Argentina, Uruguai e também o Brasil. Além de fazer conferências científicas, visitou universidades e instituições de pesquisas. Em 21 de março passou pelo Rio de Janeiro, onde foi recebido por jornalistas, cientistas e membros da comunidade judaica. Visitou o Jardim Botânico e fez o seguinte comentário, por escrito, para o jornalista Assis Chateaubriand: "O problema que minha mente formulou foi respondido pelo luminoso céu do Brasil". Tal afirmação dizia respeito a uma observação do eclipse solar registrada na cidade cearense de Sobral por uma equipe de cientistas britânicos, liderada por Andrew Crommelin e Charles R. Davidson, que buscava vestígios que pudessem comprovar a teoria da relatividade. Em 24 de abril de 1925, Einstein deixou Buenos Aires e alcançou Montevidéu. Fez ali três conferências e, tal como na Argentina, participou de várias recepções e visitou o presidente do Uruguai. Einstein permaneceu no Uruguai por uma semana, de onde saiu no primeiro dia de maio, em direção ao Rio de Janeiro, no navio Valdívia. Desembarcou novamente no Rio de Janeiro em 4 de maio. Nos dias seguintes percorreria vários pontos turísticos da cidade, incluindo o Pão de Açúcar, o Corcovado e a Floresta da Tijuca. As anotações de seu diário ilustram bem suas percepções quanto à natureza tropical do local. No dia 6 de maio, visitou o então presidente da república, Artur Bernardes, além de alguns ministros.
Seu programa turístico-científico no Brasil incluiu diversas visitas a instituições, como o Museu Nacional do Rio de Janeiro, a Academia Brasileira de Ciências e o Instituto Oswaldo Cruz, e duas conferências: uma no Clube de Engenharia do Rio de Janeiro, em 6 de maio, e a outra na Escola Politécnica do Largo de São Francisco, atual Escola Politécnica da Universidade Federal do Rio de Janeiro, dois dias depois. Através de ondas da rádio Sociedade, criada em 1923, Einstein proferiu em alemão uma mensagem à população, que foi traduzida pelo químico Mário Saraiva. Nesta mensagem, o cientista destacou a importância dos meios radiofônicos para a difusão da cultura e do aprendizado científico, desde que sejam utilizados e preservados por profissionais qualificados. Einstein deixaria o Rio no dia 12 de maio. Essa sua visita foi amplamente divulgada pela imprensa e influenciou na luta pelo estabelecimento de pesquisa básica e para a difusão das ideias da física moderna no Brasil. Deixando o Rio, o já famoso físico alemão enviou, do navio, uma carta ao Comitê Nobel. Nesta carta, sugeria o nome do marechal Cândido Rondon para o Nobel da Paz. Einstein teria se impressionado com o que se informou sobre as atividades de Rondon em relação à integração de tribos indígenas ao homem civilizado, sem o uso de armas ou algo do tipo.

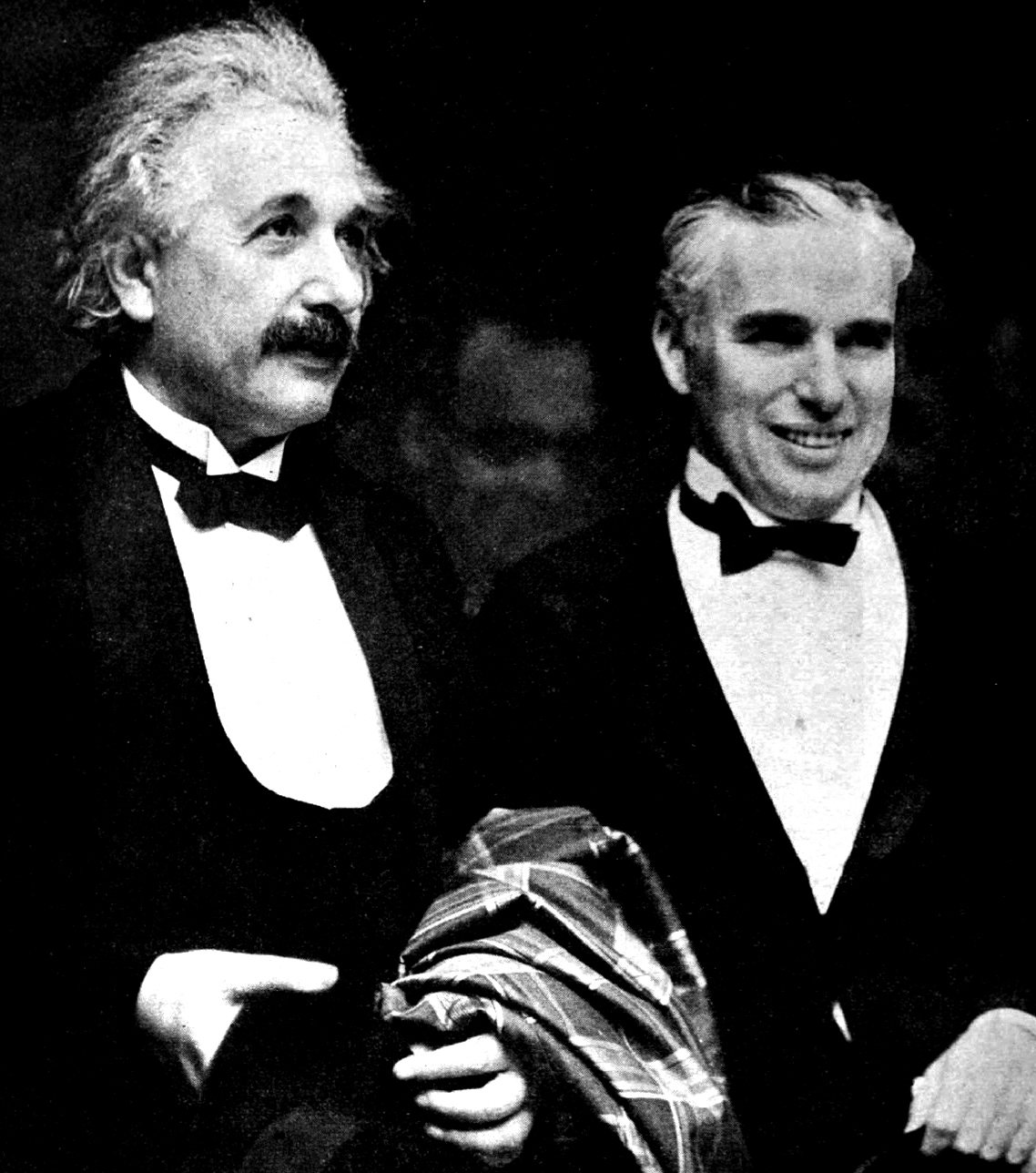
Charlie Chaplin e Einstein em Hollywood na estreia de Luzes da Cidade, em janeiro de 1931

Em março de 1928, durante uma viagem a Davos, Suíça, entrou em colapso com uma condição cardíaca grave. Confinado à cama por quatro meses, levou um ano para se recuperar totalmente. Em dezembro de 1930, visitou os Estados Unidos pela segunda vez, originalmente concebida como uma visita de trabalho de dois meses como pesquisador no Instituto de Tecnologia da Califórnia (Caltech). Após a atenção nacional que recebeu durante sua primeira viagem ao país, ele e seus coordenadores tinham o objetivo de proteger sua privacidade. Embora inundado com telegramas e convites para receber prêmios ou falar em público, recusou todos eles. Depois de chegar em Nova Iorque, foi levado para vários lugares e eventos, incluindo Chinatown, um almoço com os editores do New York Times, e uma performance de Carmen no Metropolitan Opera, onde foi aplaudido pelo público em sua chegada. Durante os dias seguintes, recebeu as chaves da cidade pelo prefeito Jimmy Walker e conheceu o presidente da Universidade Columbia, que o descreveu como "o monarca da mente". Harry Emerson Fosdick, pastor da Igreja de Riverside, lhe deu uma excursão pela igreja e o apresentou a uma estátua em tamanho real do físico, de pé na entrada. Além disso, durante sua estadia em Nova Iorque, Einstein se juntou a uma multidão de 15 mil pessoas no Madison Square Garden durante uma festa de Hanucá. Em seguida viajou para a Califórnia, onde se encontrou com o presidente da Caltech e Prêmio Nobel, Robert Andrews Millikan. Sua amizade com ele era "estranha", já que Millikan "tinha uma propensão ao militarismo patriótico", onde Einstein era um pacifista pronunciado. Durante um discurso aos alunos da instituição, observou que a ciência era muitas vezes disposta a fazer mais mal do que bem.
Esta aversão à guerra também o levou a fazer amizade com o autor Upton Sinclair e a estrela de cinema Charlie Chaplin, ambos conhecidos por seu pacifismo. Carl Laemmle, chefe da Universal Studios, deu ao físico um passeio em seu estúdio e o apresentou a Chaplin. Tiveram uma comunicação instantânea, com Chaplin o convidando junto de sua esposa, Elsa, a sua casa para jantar. Chaplin disse que a personalidade exterior de Einstein, calma e gentil, parecia esconder um "temperamento altamente emocional", a partir do qual chegou a sua "energia intelectual extraordinária". Chaplin também lembrou que Elsa lhe contou sobre a época em que concebeu a teoria da relatividade. Durante o café da manhã, parecia perdido em pensamentos e ignorou sua comida. Ela lhe perguntou se algo o incomodava. Ele se sentou em seu piano e começou a tocar. Continuou tocando e escrevendo notas durante meia hora, em seguida, subiu para seus estudos, onde permaneceu por duas semanas, com Elsa trazendo sua comida. No final das duas semanas, desceu as escadas com duas folhas de papel que ostentavam sua teoria. Seu filme, Luzes da Cidade, teve lançamento alguns dias mais tarde, em Hollywood, e Chaplin os convidou a juntar-se a ele como seus convidados especiais, descrito por Isaacson como "uma das cenas mais memoráveis da nova era das celebridades". Ambos chegaram juntos, em gravata preta, com Elsa se juntando a eles, "radiante". O público aplaudiu quando eles entraram no teatro. Chaplin visitou Einstein em sua casa em uma viagem mais tarde a Berlim, e recordou o seu "pequeno apartamento modesto" e o piano em que tinha começado a escrever sua teoria. Chaplin especulou que era "usado possivelmente como graveto pelos nazistas".

### Instituto de Estudos Avançados

Caricatura representando Einstein junto a um sinal intitulado "Paz Mundial" e despojado de suas asas de "pacifismo". Ele arregaça suas mangas e segura uma espada intitulada "Prevenção" (cerca de 1933)

Em fevereiro de 1933, durante uma visita aos Estados Unidos, Einstein decidiu não voltar para a Alemanha devido à ascensão do Partido Nazista ao poder com seu novo chanceler Adolf Hitler. Enquanto em universidades norte-americanas no início daquele ano, realizou sua terceira visita de dois meses como professor na Caltech, em Pasadena. Junto de sua esposa Elsa, voltou de navio para a Bélgica no final de março. Durante a viagem, foram informados de que sua casa havia sido invadida pelos nazistas e seu veleiro pessoal confiscado. Após o desembarque em Antuérpia em 28 de março, foi imediatamente ao consulado alemão onde apresentou seu passaporte e formalmente renunciou à cidadania alemã. No mesmo dia enviou uma carta na qual apresentou sua renúncia à Academia Prussiana de Berlim. No início de abril, soube que o novo governo alemão tinha instituído leis que proibiam os judeus de ocupar cargos oficiais, incluindo lecionar em universidades.

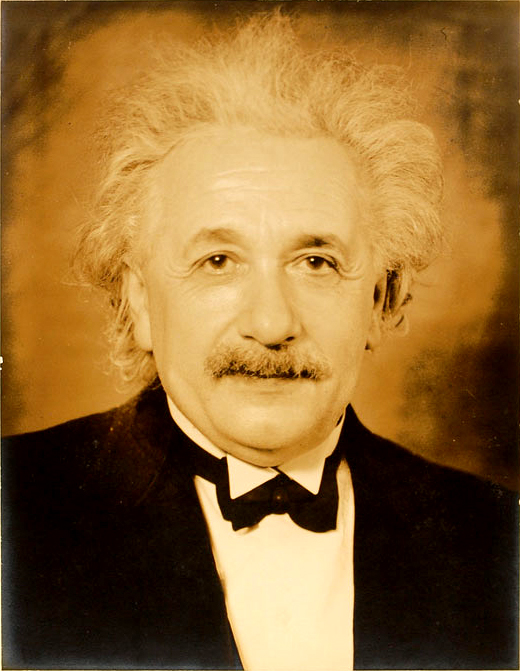
Retrato tirado em Princeton, em 1935

O historiador Gerald Holton descreveu que "praticamente nenhum protesto sonoro foi levantado por seus colegas", milhares de cientistas judeus foram subitamente forçados a desistir de seus cargos universitários e seus nomes foram retirados das listas de instituições em que eram empregados. Um mês depois, as obras de Einstein estavam entre os alvos da queima de livros dos nazistas, e o Ministério da Propaganda Joseph Goebbels proclamou: "o intelectualismo judaico está morto". Einstein também tomou conhecimento de que seu nome estava em uma lista de alvos de assassinato, com uma "recompensa de 5 mil dólares por sua cabeça". Uma revista alemã o incluiu em uma lista de inimigos do regime com a frase "ainda não enforcado". Residiu temporariamente em Coq sur Mer, na costa da Bélgica, onde junto de sua esposa tiveram guardas designados pelo governo para protegê-los. Em julho foi para Inglaterra por cerca de seis semanas, a convite pessoal do oficial da marinha britânica Comandante Oliver Locker-Lampson, que havia se tornado seu amigo nos anos anteriores. Para protegê-lo, Locker-Lampson secretamente tinha dois assistentes o vigiando em sua casa de campo isolada fora de Londres, com a imprensa publicando uma foto deles protegendo Einstein. Em uma carta para o seu amigo, o físico Max Born, que também emigrou da Alemanha e vivia na Inglaterra, Einstein escreveu que "o grau de brutalidade e covardia deles chegou como uma surpresa".
Locker-Lampson o levou para conhecer Winston Churchill em sua casa e, mais tarde, Austen Chamberlain e o ex-Primeiro-Ministro David Lloyd George. Einstein pediu-lhes para ajudar a trazer cientistas judeus da Alemanha. Nos dias seguintes, o Comandante introduziu um projeto de lei no Parlamento para "ampliar as oportunidades de cidadania aos judeus". Em 17 de outubro voltou para os Estados Unidos, assumindo um cargo no Instituto de Estudos Avançados de Princeton, o que exigia sua presença durante seis meses por ano. Ainda estava indeciso sobre o seu futuro, tinha ofertas de universidades europeias, incluindo a Christ Church, Oxford, mas em 1935 chegou à decisão de permanecer permanentemente nos Estados Unidos e requerer a cidadania norte-americana. No mesmo ano comprou uma casa em Princeton, na 112 Mercer Street, menos de uma milha a pé do futuro campus do Instituto, que estava em construção. Foi um dos membros do corpo docente do Instituto, juntamente com os matemáticos Oswald Veblen, James Alexander, John von Neumann e Hermann Weyl. Ele nunca mais voltou para a Europa. Sua afiliação com o Instituto de Estudos Avançados duraria até sua morte, em 1955.
Em 1937 completou a versão final de um artigo sobre ondas gravitacionais. Um ano mais tarde, escreveu em parceria com seu amigo e físico Leopold Infeld A Evolução da Física, um livro popular de ciência publicado para ajudá-lo financeiramente. Einstein e Infeld se conheceram em Berlim, na época em que este era um estudante. Entre 1936 e 1937 foi membro do Instituto de Estudos Avançados, onde colaboraram juntos em três artigos sobre o problema no movimento na relatividade geral. Infeld foi professor da Universidade de Toronto de 1938 até 1950, e da Universidade de Varsóvia de 1950 até sua morte em 1968.

### Projeto Manhattan e a cidadania norte-americana
Em 1939, um grupo de cientistas húngaros que incluía o físico emigrante Leó Szilárd tentou alertar Washington de pesquisas nazistas em andamento sobre a bomba atômica. Os avisos do grupo foram ignorados. Einstein e Szilárd, junto com outros refugiados, como Edward Teller e Eugene Wigner, "consideravam como sua responsabilidade alertar os americanos para a possibilidade de que cientistas alemães pudessem ganhar a corrida para construir uma bomba atômica, e por avisar que Hitler estaria mais do que disposto a recorrer a tal arma". Em 12 de julho, poucos meses antes do início da Segunda Guerra Mundial na Europa, Szilárd e Wigner visitaram Einstein e explicaram sobre a possibilidade de bombas atômicas por meio de experimentos com urânio e fissão, além de cálculos indicando uma reação em cadeia. Ele respondeu: "Nisto eu nunca havia pensado". Foi convencido a emprestar seu prestígio, escrevendo uma carta com Szilárd ao presidente Franklin Delano Roosevelt para alertá-lo sobre essa possibilidade. A carta também recomendou que o governo dos Estados Unidos prestasse atenção e se envolvesse diretamente na pesquisa de urânio e de pesquisas associadas à reação em cadeia. Para Sarah Diehl e James Clay Moltz, a carta é "provavelmente o estímulo fundamental para a adoção pelos Estados Unidos de investigações sérias em armas nucleares pouco antes da entrada do país na Segunda Guerra Mundial".

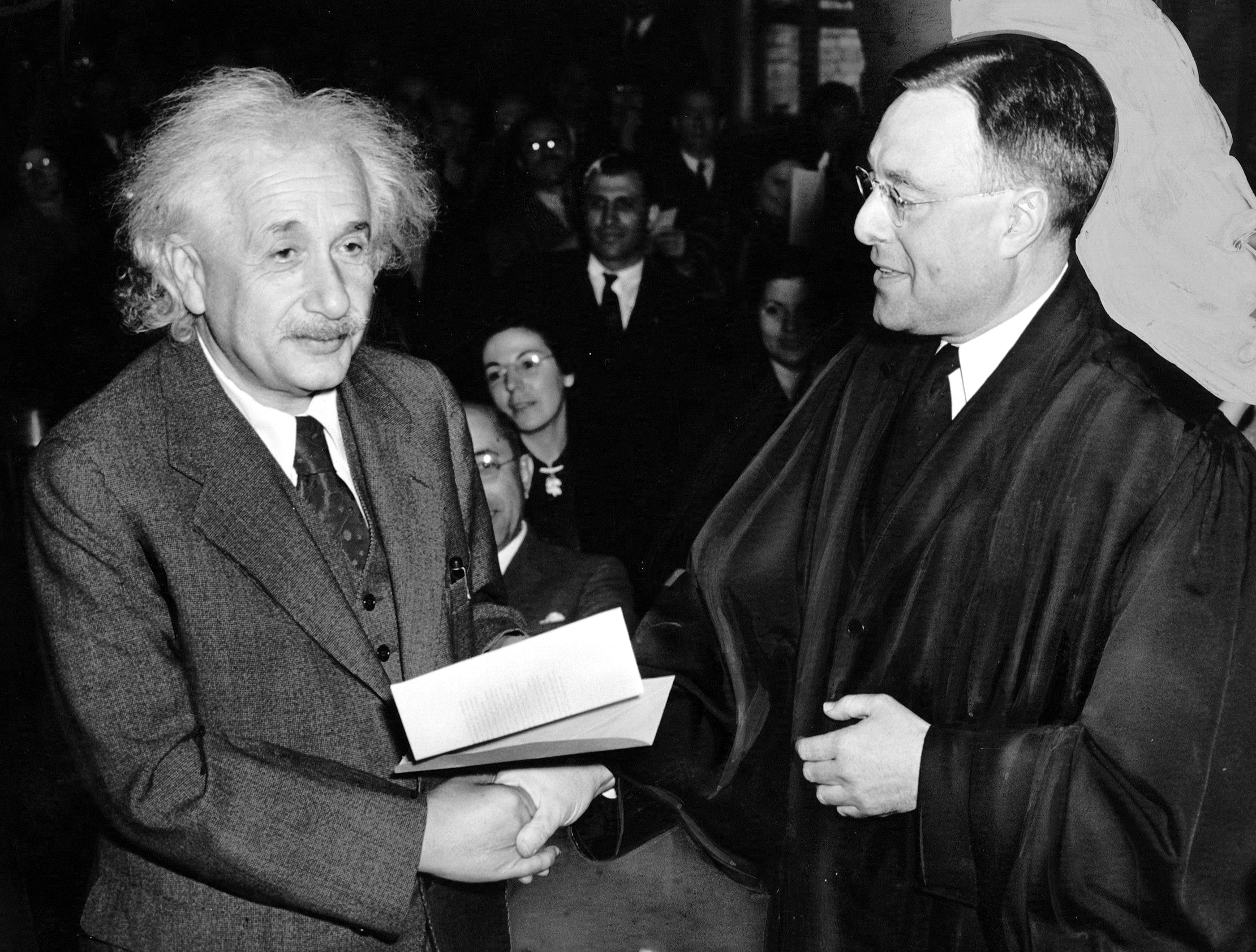
Einstein aceitando a cidadania norte-americana, em 1940

O presidente nomeou um comitê para avaliar a carta, e o grupo que a enviou foi expandido para coordenar a investigação nuclear entre universidades americanas. Entre os membros estavam Szilárd, Teller e Wigner. Roosevelt seguiu a sugestão da carta. Einstein foi convidado a integrar o grupo, mas recusou. Entre 1940 e 1941, pesquisas preliminares confirmaram a viabilidade de uma bomba atômica. Em 7 de dezembro, um ataque japonês surpresa na base naval de Pearl Harbor forçou os Estados Unidos a entrar na guerra. Pouco tempo depois, a Alemanha também declarou guerra contra o país devido a um tratado de defesa com o Japão. Isto aumentou a urgência de pesquisa atômica. No ano seguinte, o governo americano autorizou um esforço maior para produzir bombas atômicas. A fim de manter este projeto secreto e evitar mencioná-lo, foi colocado sob o Distrito Manhattan do Corpo de Engenheiros do Exército e chamado de Projeto Manhattan. Para Einstein, "a guerra era uma doença, e ele sempre apelou para a resistência contra a guerra". Ao assinar a carta a Roosevelt, agiu contrariamente aos seus princípios pacifistas. Em 1954, um ano antes do seu falecimento, disse ao seu velho amigo Linus Pauling, "Eu cometi um grande erro na minha vida — quando assinei a carta ao presidente Roosevelt recomendando a construção da bomba atômica; mas nesse tempo havia uma justificativa — o perigo de que os alemães a construíssem".
Einstein tornou-se um cidadão norte-americano em 1.º de outubro de 1940. Não muito tempo depois de iniciar sua carreira na Universidade de Princeton, expressou o seu apreço pela "meritocracia" da cultura americana, quando comparada com a Europa. De acordo com Isaacson, ele reconheceu o "direito dos indivíduos a dizer e pensar o que quisessem", sem barreiras sociais e, como consequência, o indivíduo era "incentivado" a ser mais criativo, uma característica que valorizava desde sua própria educação inicial. Após o fim da Segunda Guerra Mundial e as memórias e imagens de Hiroshima e Nagasaki ainda frescas na mente das pessoas, cientistas pediram-lhe para participar de um apelo à comunidade científica para que recusassem a trabalhar no desenvolvimento de energia nuclear por causa de seus possíveis usos para o mal. Apesar de relutante a fazê-lo devido as respostas negativas a questões críticas, Einstein posteriormente assinou a carta de proposta. Estava mais disposto a unir seu nome e participar de atividades coletivas com outros cientistas. Por insistência de Szilárd, em maio de 1946, concordou em ser o presidente do Comitê Emergencial de Cientistas Atômicos, cuja missão era promover o uso pacífico da energia nuclear, difundir o conhecimento e informação sobre energia atômica e promover a compreensão geral de suas consequências (ver: Movimento pró-nuclear e Movimento antinuclear).

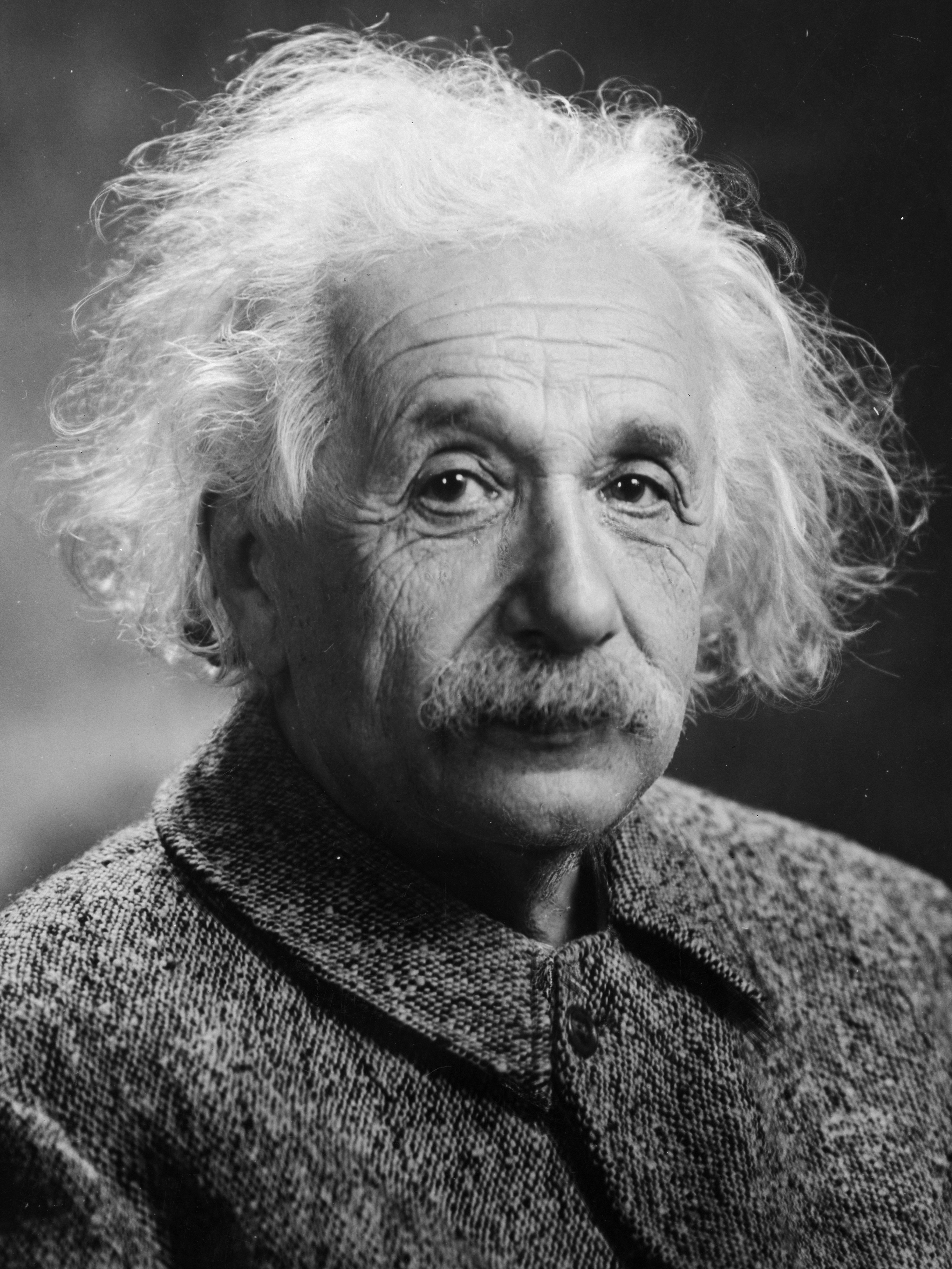
Einstein em 1947

Como membro da Associação Nacional para o Progresso de Pessoas de Cor (NAACP), em Princeton, que fazia campanha pelos direitos civis dos afro-americanos, Einstein se correspondia com o ativista dos direitos dos negros W.E.B. Du Bois, e, em 1946, chamou o racismo de "a pior doença da América". Mais tarde, ele afirmou que "o preconceito de raça infelizmente se tornou uma tradição americana que é acriticamente transmitida de uma geração para a outra [...] Os únicos remédios são a iluminação e a educação". Einstein fez ainda uma palestra na Universidade Lincoln em Pensilvânia, a primeira universidade historicamente negra dos Estados Unidos, onde recebeu um título honoris causa do presidente Horace Mann Bond, em maio de 1946. Em outubro do mesmo ano recebeu os membros da mesma universidade para uma confraternização em sua casa em Princeton. Depois da morte do primeiro presidente de Israel, Chaim Weizmann, em novembro de 1952, o primeiro-ministro David Ben-Gurion lhe ofereceu a posição, um cargo principalmente cerimonial em um sistema que investia mais poder no primeiro-ministro e o gabinete. A oferta foi apresentada pelo embaixador de Israel em Washington, Abba Eban, que explicou que ela "encarna o mais profundo respeito que o povo judeu pode repousar em qualquer um de seus filhos". No entanto, recusou e escreveu em sua resposta que estava "profundamente comovido" e "ao mesmo tempo triste e envergonhado", pois não poderia aceitá-la:
"Toda a minha vida eu tenho lidado com questões objetivas, daí me falta tanto a aptidão natural e a experiência para lidar corretamente com as pessoas e para o exercício da função oficial. Eu estou muito triste com essas circunstâncias, porque a minha relação com o povo judeu se tornou o meu laço humano mais forte, uma vez que eu consegui compreender a clareza sobre a nossa posição precária entre as nações do mundo".

### Últimos anos e morte
No verão de 1950, seus médicos descobriram que um aneurisma — um vaso sanguíneo fraco — em sua aorta abdominal estava ficando maior. Quando foi encontrado, os médicos tinham poucas opções de tratamento e envolveram o vaso sanguíneo inflamado com papel celofane na esperança de evitar uma hemorragia. Einstein parecia ter recebido bem a notícia, assim como recusou quaisquer tentativas cirúrgicas adicionais para corrigir o problema. Recusou a cirurgia dizendo: "Quero ir quando eu quiser. É de mau gosto ficar prolongando a vida artificialmente. Fiz a minha parte, é hora de ir embora e eu vou fazê-lo com elegância". Em 18 de março de 1950, assinou seu testamento. Nomeou sua secretária, Helen Dukas, e amigo Otto Nathan como seus executores literários; deixou todos os seus manuscritos para a Universidade Hebraica de Jerusalém, a escola que ajudou a fundar em Israel; e legou seu violino para seu primeiro neto, Bernhard Caesar Einstein.

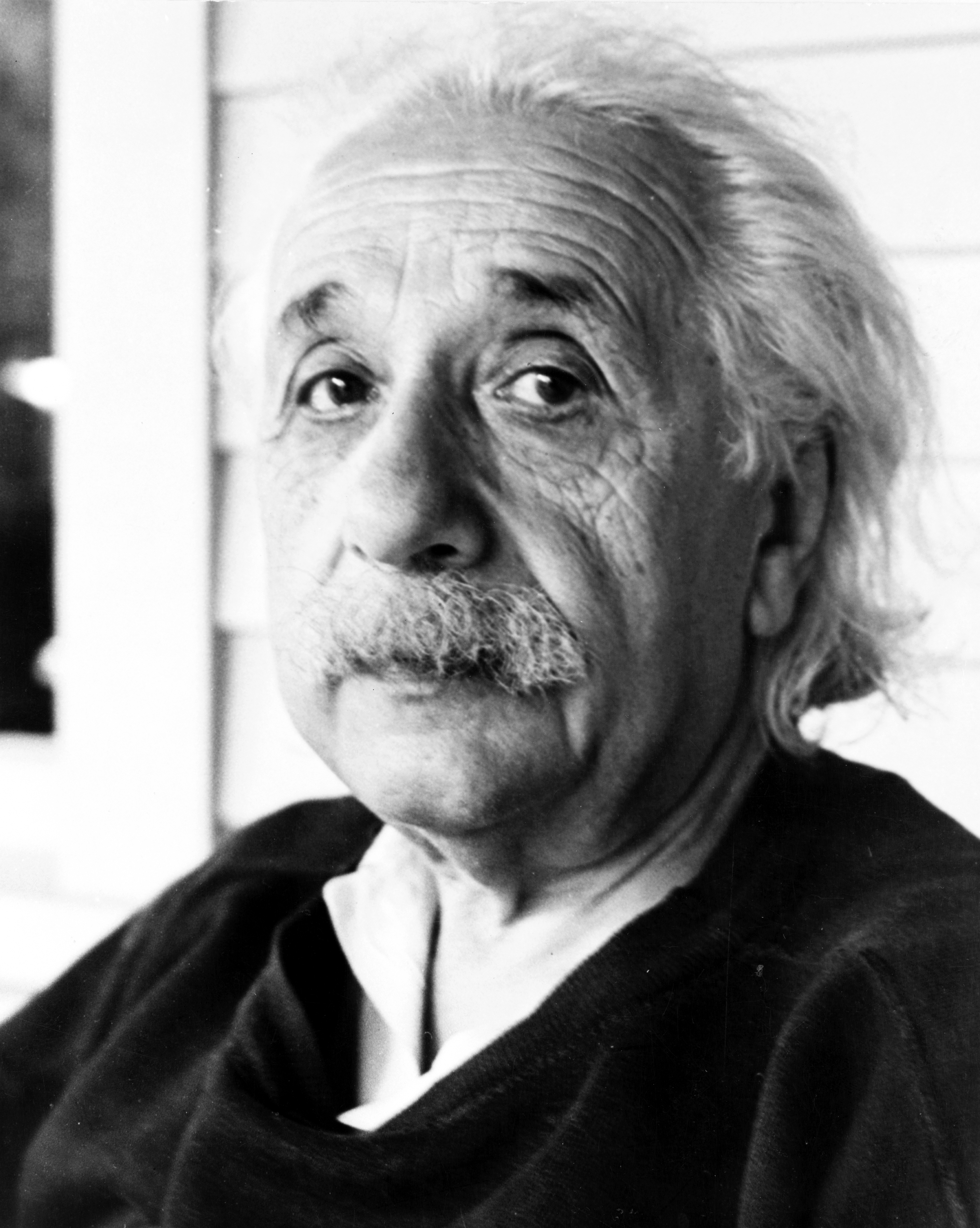
Em seus últimos anos, c. 1950

Einstein também organizou seus assuntos funerários. Queria uma cerimônia simples e sem lápide. Escolheu não ser enterrado já que não queria ter um túmulo que poderia ser transformado em um local turístico, e, ao contrário da tradição judaica, pediu para ser cremado. Seus últimos dias foram relativamente pacíficos. Morreu na manhã de segunda-feira em 18 de abril de 1955, no Hospital de Princeton à 1h15 da manhã, com 76 anos de idade, tendo continuado a trabalhar até quase o fim de sua vida. Suas últimas palavras pronunciadas em alemão não puderam ser entendidas pela enfermeira.
Durante a autópsia, o patologista de plantão do Hospital de Princeton, Thomas Stoltz Harvey, removeu o cérebro de Einstein para preservação. Harvey dissecou o órgão em cerca de 240 seções, vedou algumas das partes em parafina para preservá-las e outras foram deixadas flutuando livremente em formol. Conforme as pesquisas em seu cérebro continuaram, logo tornou-se público o ocorrido e o patologista realizou uma conferência de imprensa, dizendo que pretendia estudar o órgão para a ciência. Por não ser um neuropatologista, especialistas do campo questionaram sua capacidade de estudar o cérebro, e tentaram persuadi-lo a entregá-lo. Mas Harvey recusou. Desde então, o órgão vem sendo objeto de diversos estudos científicos. Pessoas têm pesquisado motivos anatômicos em relação à inteligência. Seus restos mortais foram cremados e suas cinzas espalhadas muito provavelmente ao longo do rio Delaware, perto de Princeton, por seus amigos. Em sua palestra no memorial de Einstein, o físico nuclear Robert Oppenheimer resumiu sua impressão sobre ele como pessoa: "Era quase totalmente sem sofisticação e totalmente sem mundanismo [...] Havia sempre com ele uma pureza maravilhosa ao mesmo tempo infantil e profundamente teimosa".
Após uma colaboração de longa data com o escritor, pacifista e vencedor do Nobel de Literatura Bertrand Russell, Einstein junto com um grupo de cientistas proeminentes assinou o Manifesto Russell-Einstein, em 11 de fevereiro de 1955. O manifesto é um apelo que declarava suas preocupações com o uso de armas nucleares na corrida armamentista entre os Estados Unidos e a União Soviética. Apelou aos cientistas para que assumissem suas responsabilidades sociais e informassem o público sobre as ameaças tecnológicas, particularmente as nucleares. Além de Einstein e Russell, os outros nove signatários do manifesto foram Max Born, Percy Williams Bridgman, Leopold Infeld, Frédéric Joliot-Curie, Hermann Muller, Linus Pauling, Cecil Frank Powell, Józef Rotblat e Hideki Yukawa. Foi publicado em 9 de julho de 1955, em Londres, alguns meses após a morte de Einstein. Foi sua última declaração política.

## Contribuições científicas
Ao longo de sua vida, Einstein publicou centenas de livros e artigos. Além do trabalho individual, também colaborou com outros cientistas em outros projetos, incluindo a estatística de Bose-Einstein, o refrigerador de Einstein e outros. Publicou mais de 300 trabalhos científicos, juntamente com mais de 150 obras não científicas. 

### Artigos do Ano Miraculoso
Os textos do Ano Miraculoso são trabalhos acadêmicos que estabeleceram Einstein como um dos físicos mais importantes do mundo. Não só publicou artigos importantes nesse ano, mas também encontrou tempo para escrever outros 23 de revisão para uma série de revistas. Realizou tudo isso em seu tempo livre depois que chegava em casa do trabalho. No início de 1905 tinha 25 anos, era um homem de família, com dois anos de casamento, e encontrou tempo para pensar sobre física. Independentemente de como conseguiu concentrar-se com sua vida agitada, os resultados alcançados nesse ano foram notáveis. Estão entre os trabalhos mais profundos já publicados na física. Um deles iria finalmente lhe render o seu grau de doutor e ajudar a estabelecer que os átomos realmente existem. Outros dois lançaram uma nova área da física — a relatividade especial — pela qual ele se tornou mundialmente famoso. Um quarto artigo ligado a curiosa observação sobre o movimento errático do pólen — o movimento browniano — com o tamanho de átomos. Todos eles foram publicados na prestigiada revista alemã Annalen der Physik. Os quatro artigos são:

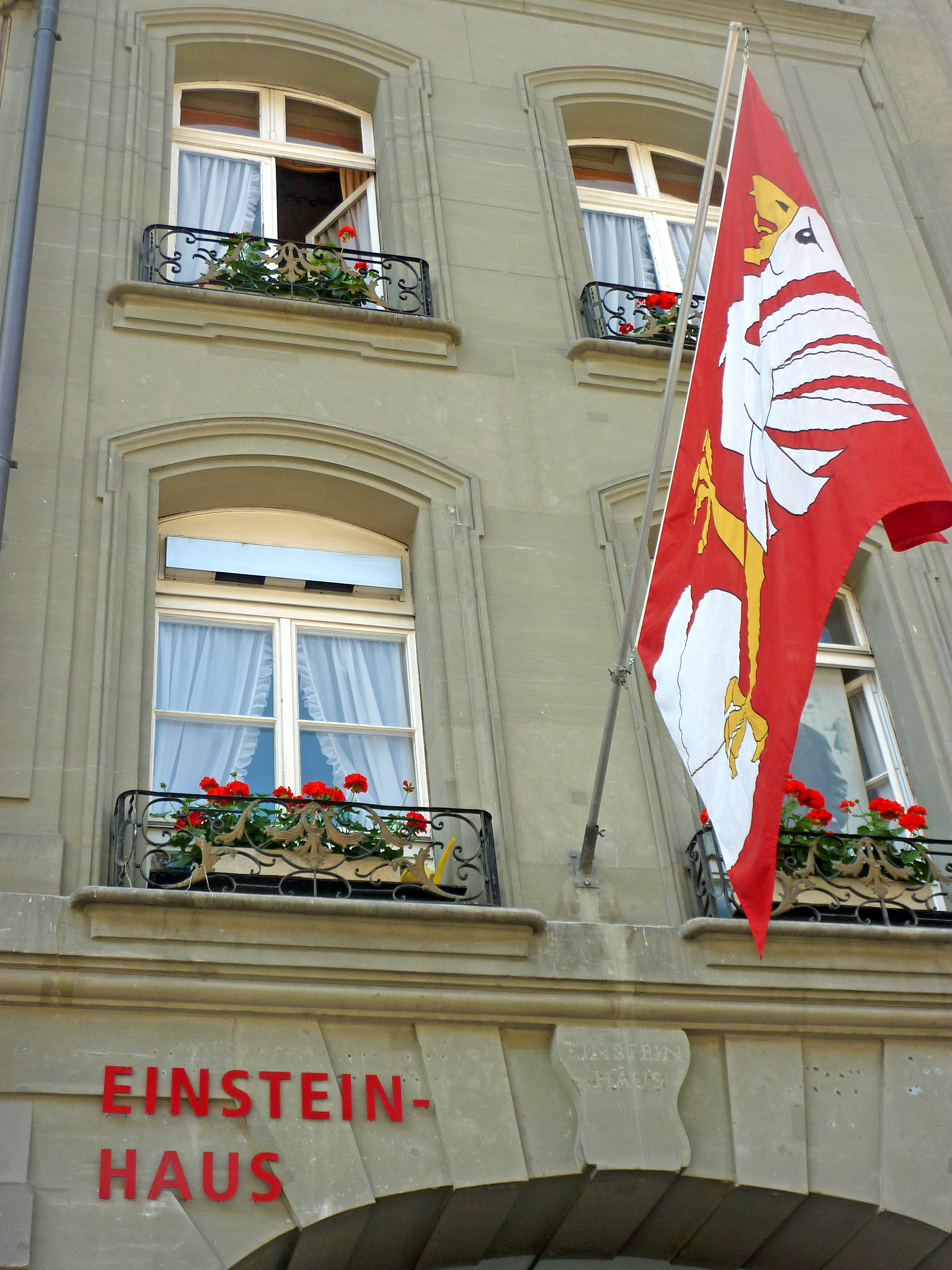
Residência de Einstein em Berna, Suíça na época do Ano Miraculoso. A maioria dos trabalhos acadêmicos deste período foi escrita em seu apartamento no primeiro andar

- Sobre um ponto de vista heurístico relativo à produção e transformação da luz. Artigo científico que possui como foco o efeito fotoelétrico, foi recebido pelo periódico em 18 de março e publicado em 9 de junho. Resolveu um quebra-cabeça sem solução, sugerindo que a energia é trocada apenas em quantidades discretas (quanta).[147] Esta ideia foi fundamental para o desenvolvimento inicial da teoria quântica.[148]
- Sobre o movimento de pequenas partículas em suspensão dentro de líquidos em repouso, tal como exigido pela teoria cinético-molecular do calor. Artigo focado no movimento browniano, foi recebido em 11 de maio e publicado em 18 de julho. Explicou evidência empírica para a teoria atômica, apoiando a aplicação da física estatística.[149]
- Sobre a Eletrodinâmica dos Corpos em Movimento. Com foco na relatividade restrita, foi apresentado em 30 de junho e publicado em 26 de setembro. Reconciliou as equações de eletricidade e de magnetismo de Maxwell com as leis da mecânica, introduzindo alterações importantes na mecânica perto da velocidade da luz, que resultam da análise com base na evidência empírica de que a velocidade da luz é independente do movimento do observador.[150] Desacreditou o conceito de um "éter luminoso".[151]
- A inércia de um corpo depende do seu conteúdo energético?. Artigo que investiga a equivalência massa-energia, foi apresentado ao periódico em 27 de setembro e publicado em 21 de novembro. É apresentada a equivalência de matéria e energia, E = mc² (e, por consequência, a capacidade da gravidade em "curvar" a luz), a existência da "energia de repouso" e a base da energia nuclear (a conversão de matéria em energia por seres humanos e no cosmos).[152]

Outros cientistas, especialmente Henri Poincaré e Hendrik Lorentz, tinham teorizado partes da relatividade especial. No entanto, Einstein foi o primeiro a reunir toda a teoria em conjunto e perceber o que era uma lei universal da natureza, não uma invenção de movimento no éter, como Poincaré e Lorentz tinham pensado. Originalmente, a comunidade científica ignorou os artigos do Ano Miraculoso. Isso começou a mudar depois que recebeu a atenção de Max Planck, o fundador da teoria quântica, um dos físicos mais influentes de sua geração e o único físico que notou os trabalhos. Ambos viriam a se conhecer em uma palestra internacional na Conferência de Solvay, após Planck gradualmente confirmar sua teoria.

### Relatividade, E=mc² e o princípio da equivalência

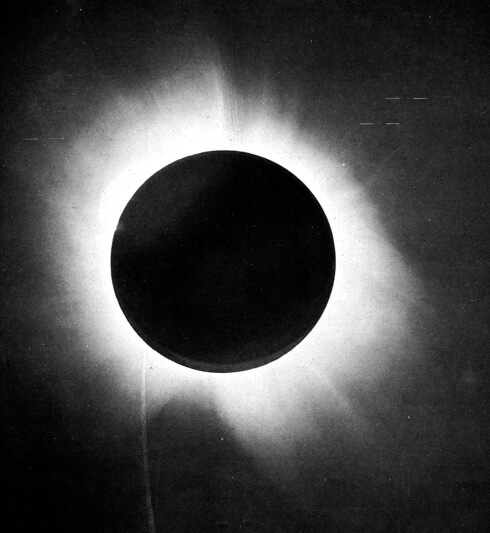
Fotografia de Arthur Stanley Eddington do eclipse solar de 1919

Articulou o princípio da relatividade. Isto foi entendido por Hermann Minkowski como uma generalização da invariância rotacional, do espaço para o espaço-tempo. Outros princípios postulados por Einstein e mais tarde provados são o princípio da equivalência e o princípio da invariância adiabática do número quântico.
A relatividade geral é uma teoria da gravitação que foi desenvolvida por Einstein entre 1907 e 1915. De acordo com a relatividade geral, a atração gravitacional observada entre massas resulta da curvatura do espaço e do tempo por essas massas. A relatividade geral tornou-se uma ferramenta essencial na astrofísica moderna. Ela fornece a base para o entendimento atual de buracos negros, regiões do espaço onde a atração gravitacional é tão forte que nem mesmo a luz pode escapar.
Como disse mais tarde, a razão para o desenvolvimento da relatividade geral foi a de que a preferência de movimentos inerciais dentro da relatividade especial não foi satisfatória, enquanto uma teoria que, desde o início, não prefere nenhum estado de movimento (mesmo os mais acelerados) deve parecer mais satisfatória. Consequentemente, em 1907, publicou um artigo sobre a aceleração no âmbito da relatividade especial. Nesse artigo intitulado "Sobre o Princípio da Relatividade e as Conclusões Tiradas Dela", argumentou que a queda livre é um movimento inercial, e que para um observador em queda livre as regras da relatividade especial devem se aplicar. Este argumento é chamado de princípio da equivalência. No mesmo artigo, Einstein previu também o fenômeno da dilatação temporal gravitacional, desvio gravitacional para o vermelho e deflexão da luz. Em 1911, publicou "Sobre a Influência da Gravidade na Propagação da Luz", em expansão do artigo de 1907, em que estimou a quantidade de deflexão da luz por corpos maciços. Assim, a previsão teórica de relatividade geral pode, pela primeira vez ser testada experimentalmente.
Seu artigo "Sobre a Eletrodinâmica dos Corpos em Movimento" ("Zur Elektrodynamik bewegter Körper") foi recebido em 30 de junho de 1905 e publicado em 26 de setembro daquele ano. Concilia as equações de Maxwell para a eletricidade e o magnetismo com as leis da mecânica, através da introdução de grandes mudanças para a mecânica perto da velocidade da luz. Isto mais tarde se tornou conhecido como a teoria da relatividade especial de Einstein. As consequências disto incluem o intervalo de espaço-tempo de um corpo em movimento, que parece reduzir de velocidade e se contrair (na direção do movimento), quando medido no plano do observador. Este documento também argumentou que a ideia de um éter luminífero — uma das entidades teóricas líderes da física na época — era supérflua. Em seu artigo sobre equivalência massa-energia, Einstein concebeu E=mc² de sua equação da relatividade especial. Seu trabalho de 1905 sobre a relatividade permaneceu controverso por muitos anos, mas foi aceito pelos principais físicos, começando com Max Planck.

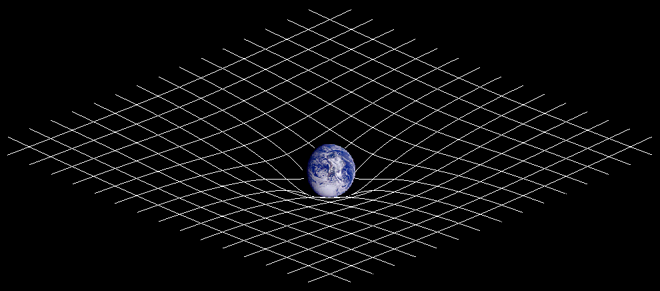
Ilustração da curvatura do espaço-tempo

A teoria da relatividade geral tem uma lei fundamental — as equações de Einstein que descrevem como o espaço se curva, a equação geodésica que descreve como as partículas que se movem podem ser derivadas a partir das equações de Einstein. Uma vez que as equações da relatividade geral são não-lineares, um pedaço de energia feita de campos gravitacionais puros, como um buraco negro, se moveria em uma trajetória que é determinada pelas equações de Einstein, e não por uma nova lei. Assim, Einstein propôs que o caminho de uma solução singular, como um buraco negro, seria determinado como uma geodésica da própria relatividade geral. Isto foi estabelecido por Einstein, Infeld e Hoffmann para objetos pontuais sem movimento angular e por Roy Kerr para objetos em rotação.
Poucos meses após publicar seu artigo sobre a relatividade geral em 1916, perceberam que distorções no espaço poderiam levar objetos a atalhos que poderiam conectar áreas muito remotas. Foram encontradas soluções que permitiam a possibilidade de um buraco de minhoca — um atalho entre duas partes remotas do espaço e, possivelmente, do tempo. Um buraco de minhoca é criado quando uma grande massa cria uma singularidade no tecido do espaço-tempo, algo tornado possível pela relatividade geral. Quando a singularidade de uma massa encontra a de outra, ambas podem se unir e criar uma passagem através da qual algo — matéria, luz, radiação — pode passar relativamente rápido apesar da grande distância entre elas. No mesmo ano em que Einstein publicou a teoria, dois físicos, Ludwig Flamm e Karl Schwarzschild, descobriram independentemente que os túneis no espaço eram soluções válidas para as equações da relatividade, que eram ferramentas para descrever a forma do espaço. As equações mostram que a gravidade distorceu a própria natureza do espaço, e em áreas de imensa gravidade, uma distorção, ou túnel, poderia aparecer. Schwarzschild já havia postulado a existência do que acabaria se tornando conhecido como buracos negros — estrelas mortas tão densas e com uma gravidade tão forte que qualquer coisa que chegasse muito perto seria sugada para sempre. A intensa gravidade associada com esses buracos negros poderia muito bem levar a enormes distorções espaciais. Em 1935, Einstein e Nathan Rosen desenvolveram um modelo mais completo destes túneis, que hoje são referidos como pontes de Einstein-Rosen.

### Mecânica quântica e relacionados

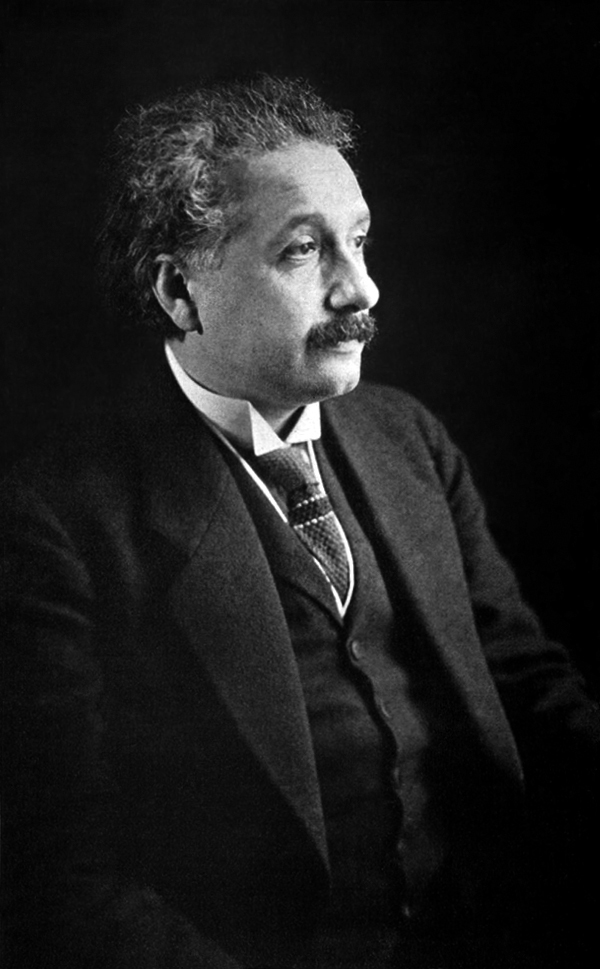
Einstein durante sua visita aos Estados Unidos em 1921

Ao longo da década de 1910, a mecânica quântica expandiu em escopo para cobrir muitos sistemas diferentes. Depois de Ernest Rutherford descobrir o núcleo e propor que os elétrons orbitam como planetas, Niels Bohr foi capaz de mostrar que os mesmos postulados da mecânica quântica introduzidos por Planck e desenvolvidos por Einstein explicariam o movimento discreto dos elétrons nos átomos e a tabela periódica de elementos.
Einstein contribuiu para estes desenvolvimentos, ligando-os com os argumentos que Wilhelm Wien tinha apresentado em 1898. Wien tinha mostrado que a hipótese de invariância adiabática de um estado de equilíbrio térmico permite que todas as curvas de um corpo negro a temperaturas diferentes sejam derivadas uma a partir da outra por um processo simples de deslocamento. Einstein observou em 1911 que o mesmo princípio adiabático mostra que a quantidade que é quantizada em qualquer movimento mecânico deve ser um invariante adiabático. Arnold Sommerfeld identificou esta invariante adiabática como a variável de ação da mecânica clássica.
Embora o escritório de patentes o tenha promovido para técnico examinador de segunda classe em 1906, Einstein não tinha desistido da carreira acadêmica. Em 1908 tornou-se privatdozent na Universidade de Berna. Em "Sobre o desenvolvimento de nossa visão sobre a natureza e constituição da radiação" ("Über die Entwicklung unserer Anschauungen über das Wesen und die Konstitution der Strahlung"), sobre a quantização da luz, e antes em um artigo de 1909, Einstein mostrou que os quanta de energia de Max Planck devem ter momentos bem definidos e agir, em alguns aspectos, como partículas pontuais independentes. Este artigo introduziu o conceito de fóton (embora o nome fóton tenha sido introduzido mais tarde por Gilbert Newton Lewis em 1926) e inspirou a noção de dualidade onda-partícula na mecânica quântica.

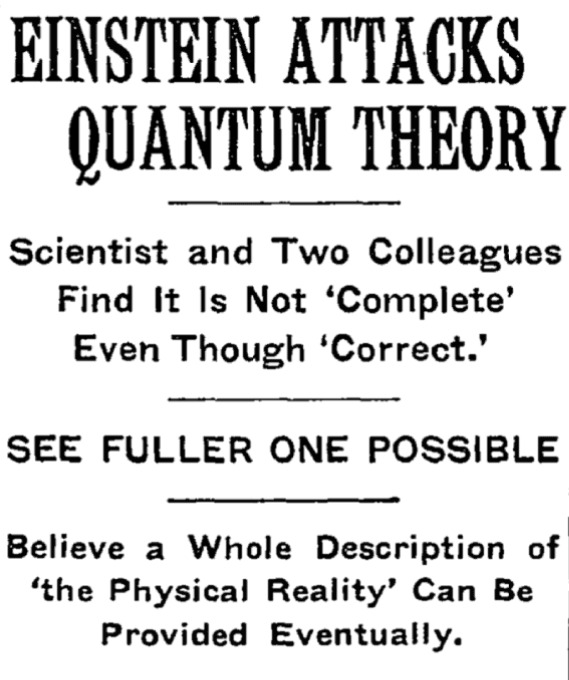
Manchete de jornal em 4 de maio de 1935

Quando os físicos desenvolveram a mecânica quântica, sentiu-se uma grande emoção pois estavam concebendo as ferramentas necessárias para descrever o mundo recém-descoberto das partículas subatômicas. Einstein compartilhava a emoção. Mas o campo da mecânica quântica tomou um rumo que o frustrou: as equações desenvolvidas pelos cientistas só foram capazes de prever as probabilidades de como um átomo agiria. A mecânica quântica insiste que as leis mais fundamentais da natureza são aleatórias. Mesmo que os primeiros trabalhos de Einstein levaram diretamente para o desenvolvimento da nova ciência, o próprio sempre se recusou a aceitar essa aleatoriedade. Em 1917, no auge de seu trabalho sobre a relatividade, publicou um artigo no Physikalische Zeitschrift que propôs a possibilidade da emissão estimulada, o processo físico que torna possíveis o maser e o laser. Este artigo mostra que as estatísticas de absorção e emissão de luz só seriam consistentes com a lei de distribuição de Planck se a emissão de luz em uma moda estatística com ‘’’n’’’ fótons fosse aumentada estatisticamente em comparação com a emissão de luz em uma moda vazia. Este artigo foi enormemente influente no desenvolvimento posterior da mecânica quântica, porque foi o primeiro trabalho a mostrar que as estatísticas de transições atômicas tinham leis simples. Einstein descobriu os trabalhos de Louis de Broglie e apoiou as suas ideias, que foram recebidas com ceticismo no início. Em outro grande artigo nessa mesma época, Einstein proveu uma equação de onda para as ondas de Broglie, que sugeriu como a equação de Hamilton-Jacobi da mecânica. Este trabalho iria inspirar o trabalho de Schrödinger de 1926.
A intuição física de Einstein o levou a notar que as energias do oscilador de Planck tinham um ponto zero incorreto. Ele modificou a hipótese de Planck, definindo que o estado de menor energia de um oscilador é igual a 1⁄2 hf, a metade do espaçamento de energia entre os níveis. Este argumento, que foi feito em 1913 em colaboração com Otto Stern, foi baseado na termodinâmica de uma molécula diatômica que pode se separar em dois átomos livres.

### Teoria do campo unificado e cosmologia

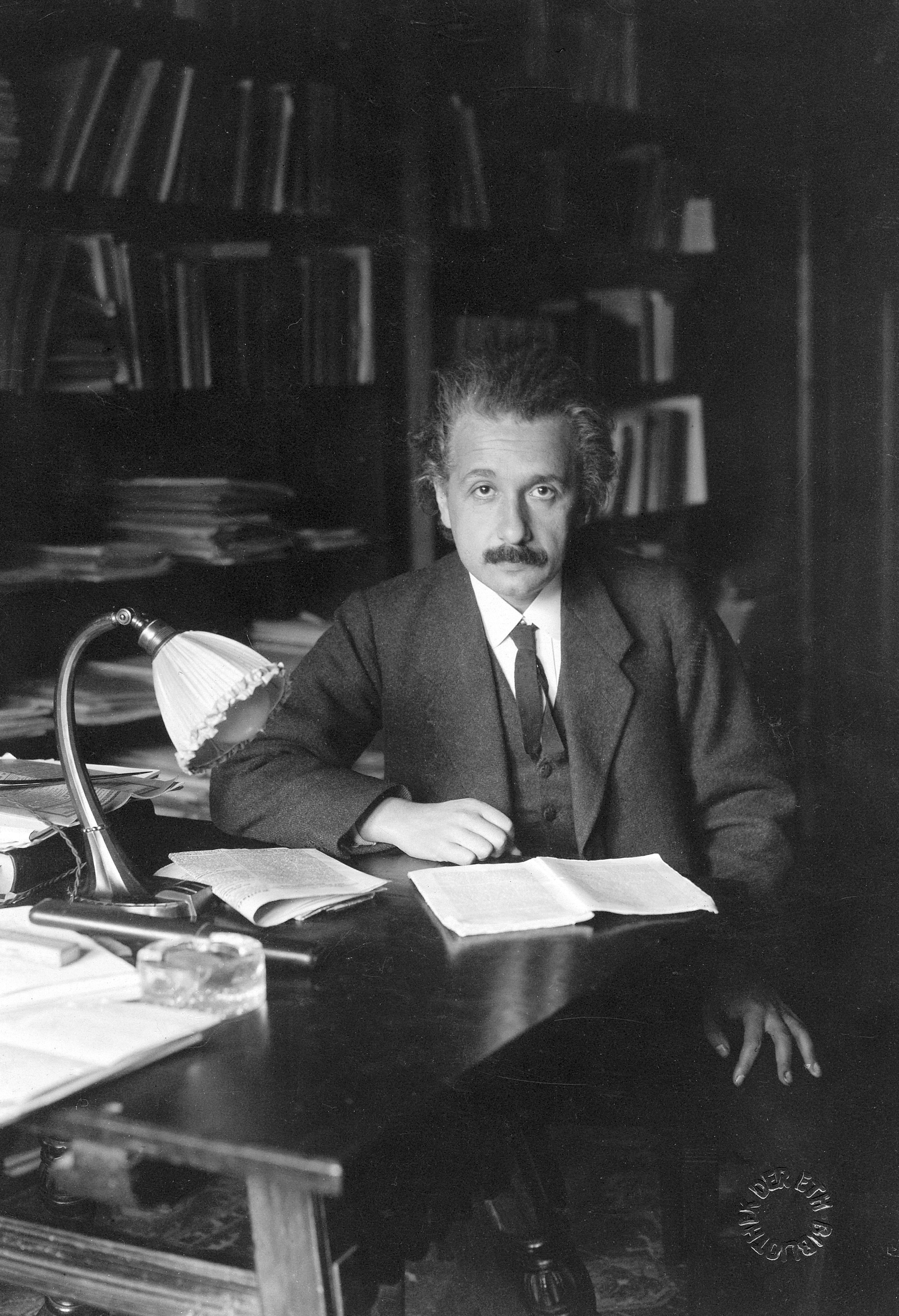
Einstein em seu escritório na Universidade de Berlim

Depois de sua pesquisa sobre a relatividade geral, Einstein entrou em uma série de tentativas de generalizar sua teoria geométrica da gravitação para incluir eletromagnetismo como outro aspecto de uma única entidade. Em 1950, ele descreveu sua "teoria do campo unificado" em um artigo da Scientific American, intitulado "Sobre a Teoria da Gravitação Generalizada". Embora continuasse a ser elogiado por seu trabalho, tornou-se cada vez mais isolado em sua pesquisa, e seus esforços foram infrutíferos. Em sua busca por uma unificação das forças fundamentais, Einstein ignorou alguns desenvolvimentos da física corrente, principalmente as forças nucleares forte e fraca, que não foram muito compreendidas até muitos anos após sua morte. A física corrente, por sua vez, em grande parte ignorou suas abordagens à unificação. O sonho de Einstein de unificar as outras leis da física com a gravidade motivam missões modernas para uma teoria de tudo e em particular a teoria das cordas, onde os campos geométricos surgem em um ambiente da mecânica quântica unificada.
Em 1917, aplicou a teoria da relatividade geral para modelar a estrutura do universo como um todo. Ele queria que o universo fosse eterno e imutável, mas este tipo de universo não é consistente com a relatividade. Para corrigir isso, modificou a teoria geral através da introdução de uma nova noção, a constante cosmológica. Com uma constante cosmológica positiva, o universo poderia ser uma esfera eterna estática.
Einstein acreditava que um universo esférico estático é filosoficamente preferido, porque obedeceria ao princípio de Mach, elaborado por Ernst Mach. Ele havia mostrado que a relatividade geral incorpora o princípio de Mach, até um certo ponto, no arraste de planos por campos gravitomagnéticos, mas ele sabia que a ideia de Mach não funcionaria se o espaço continuasse para sempre. Em um universo fechado, ele acreditava que o princípio de Mach se manteria. O princípio de Mach tem gerado muita controvérsia ao longo dos anos.

### Fótons, átomo e quantum de energia

O efeito fotoelétrico. Fótons chegando à esquerda se chocam com uma placa de metal e ejetam elétrons, mostrados como partindo à direita

Em seu artigo "Sobre um ponto de vista heurístico relativo à produção e transformação da luz" ("Über einen die Erzeugung und Verwandlung des Lichtes betreffenden heuristischen Gesichtspunkt"), Einstein postulou que a luz em si consiste de partículas localizadas (quanta). Os quanta de luz de Einstein foram quase universalmente rejeitados por todos os físicos, incluindo Max Planck e Niels Bohr. Essa ideia só se tornou universalmente aceita em 1919, com os experimentos detalhados de Robert Millikan sobre o efeito fotoelétrico, e com a medida de espalhamento Compton. Einstein concluiu que cada onda de frequência f é associada com um conjunto de fótons com uma energia hf cada, em que h é a constante de Planck. Ele não diz muito mais, porque não tinha certeza de como as partículas estão relacionadas com a onda. Mas ele sugere que essa ideia poderia explicar alguns resultados experimentais, especialmente o efeito fotoelétrico.
Em 1907, propôs um modelo de matéria em que cada átomo de uma estrutura de rede é um oscilador harmônico independente. No modelo de Einstein, cada átomo oscila de forma independente — uma série de estados quantizados igualmente espaçados para cada oscilador. Einstein estava consciente de que obter a frequência das oscilações reais seria diferente, mas ele propôs esta teoria porque era uma demonstração particularmente clara de que a mecânica quântica poderia resolver o problema do calor específico na mecânica clássica. Peter Debye aprimorou este modelo.

### Teoria da opalescência crítica
Einstein voltou para o problema das flutuações termodinâmicas, dando um tratamento das variações de densidade de um fluido no seu ponto crítico. Normalmente as flutuações de densidade são controladas pela segunda derivada da energia livre em relação à densidade. No ponto crítico, esta derivada é zero, levando a grandes flutuações. O efeito da flutuação da densidade é que a luz de todos os comprimentos de onda é dispersada, fazendo com que o fluido pareça branco leitoso. Einstein relaciona isso com a dispersão de Rayleigh, que é o que acontece quando o tamanho da flutuação é muito menor do que o comprimento de onda, e que explica por que o céu é azul.

### Argumento do buraco e teoria Entwurf
Ao desenvolver a relatividade geral, Einstein ficou confuso sobre a invariância de gauge na teoria. Formulou um argumento que o levou a concluir que uma teoria geral do campo relativístico é impossível. Desistiu de procurar equações tensoriais covariantes completamente gerais e procurou por equações que seriam invariantes apenas sob transformações lineares gerais. Em junho de 1913, a teoria Entwurf (do alemão "rascunho") foi o resultado dessas investigações. Como o próprio nome sugere, era um esboço de teoria, com as equações de movimento complementadas por condições adicionais de fixação de calibre. Ao mesmo tempo menos elegante e mais difícil do que a relatividade geral, após mais de dois anos de intenso trabalho, Einstein abandonou a teoria em novembro de 1915, depois de perceber que o argumento do buraco estava errado.

### Flutuações termodinâmicas e física estatística
O primeiro trabalho de Einstein, publicado em 1900 no Annalen der Physik, versou sobre a atração capilar. Foi publicado em 1901 com o título "Folgerungen aus den Kapillarität Erscheinungen", que se traduz como "Conclusões sobre os fenômenos de capilaridade". Dois artigos que publicou entre 1902 e 1903 (termodinâmica) tentaram interpretar fenômenos atômicos a partir de um ponto de vista estatístico. Estas publicações foram a base para o artigo de 1905 sobre o movimento browniano, que mostrou que pode ser interpretado como evidência sólida da existência das moléculas. Sua pesquisa em 1903 e 1904 estava centrada principalmente sobre o efeito do tamanho atômico finito em fenômenos de difusão.

### Pseudotensor de momento de energia
A relatividade geral inclui um espaço-tempo dinâmico, por isso é difícil identificar a energia e momento conservados. O teorema de Noether permite que essas quantidades sejam determinadas a partir da função de Lagrange com invariância de translação, mas a covariância geral transforma a invariância de translação em uma espécie de simetria de calibre. A energia e o momento derivados pela relatividade geral pelas prescrições de Noether não fazem um tensor real por este motivo.
Einstein argumentou que isso é verdade por motivos fundamentais, pois o campo gravitacional poderia ser levado ao desaparecimento por uma escolha de coordenadas. Ele sustentou que o pseudotensor não-covariante de momento de energia era de fato a melhor descrição da distribuição de momento de energia em um campo gravitacional. Esta abordagem tem sido ecoada por Lev Landau e Evgeny Lifshitz, dentre outros, e tornou-se padrão.

### Colaboração com outros cientistas

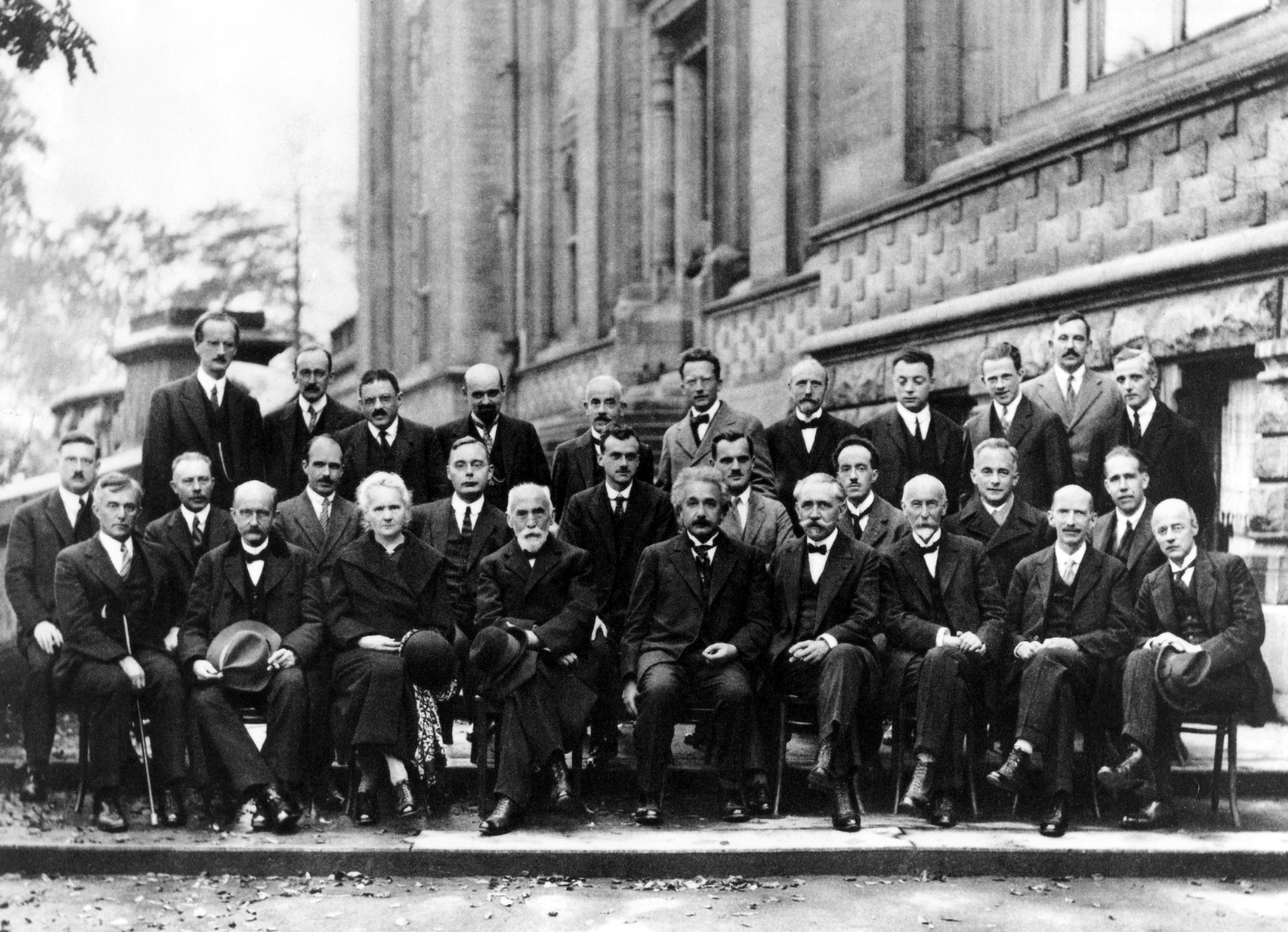
A Conferência de Solvay de 1927, em Bruxelas, uma reunião dos principais físicos do mundo. Einstein no centro

Além de colaboradores de longa data como Leopold Infeld, Nathan Rosen, Peter Bergmann e outros, também teve algumas colaborações pontuais com vários cientistas, como Banesh Hoffmann, Jeroen van Dongen, Einstein e Wander de Haas demonstraram que a magnetização é devida ao movimento de elétrons, o que hoje em dia é conhecido como a rotação. Para mostrar isto, inverteram a magnetização em uma barra de ferro suspensa em um pêndulo de torção. Confirmaram que isso leva a barra a rodar, devido a mudanças no momento angular do elétron com as mudanças de magnetização. Esta experiência precisava ser sensível, porque o momento angular associado com os elétrons é pequeno, mas estabeleceu definitivamente que o movimento de elétrons é responsável pela magnetização.
Sugeriu a Erwin Schrödinger que seria capaz de reproduzir as estatísticas de um gás de Bose-Einstein ao considerar uma caixa. Então, para cada possível movimento quântico de uma partícula em uma caixa, associar um oscilador harmônico independente. Quantizando estes osciladores, cada nível terá um número inteiro de ocupação, que será o número de partículas na mesma. Essa formulação é uma forma de segunda quantização, mas é anterior à moderna mecânica quântica. Schrödinger a aplicou para derivar as propriedades termodinâmicas de um gás ideal semiclássico. Schrödinger pediu que adicionasse seu nome como coautor, mas Einstein recusou o convite.

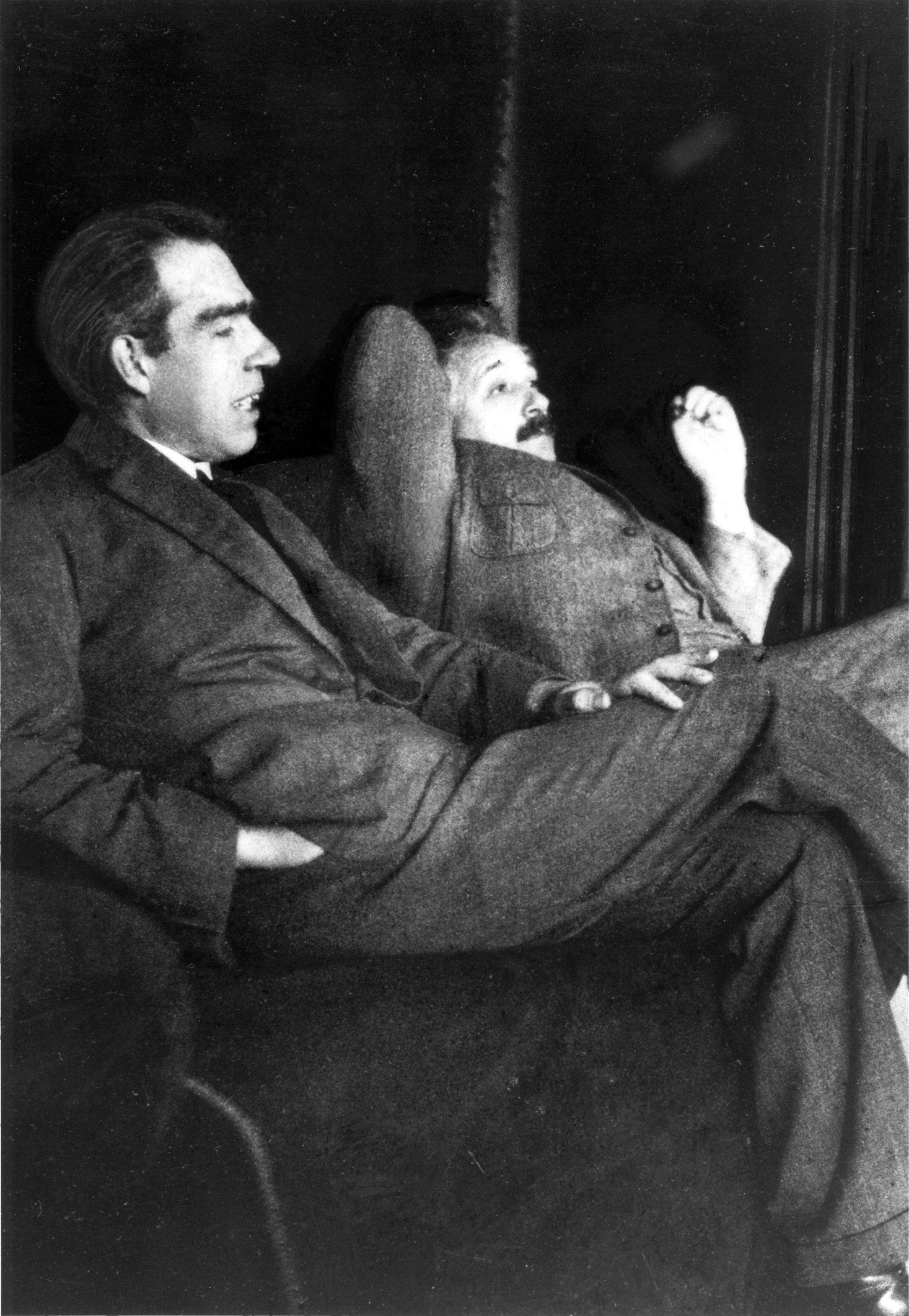
Einstein e Niels Bohr, em 1925

Os debates entre Bohr e Einstein foram uma série de disputas públicas sobre a mecânica quântica entre Einstein e Niels Bohr, que foram dois dos seus fundadores. Seus debates são lembrados por causa de sua importância para a filosofia da ciência.
Em 1924 recebeu uma carta com a descrição de um modelo estatístico do físico indiano Satyendra Nath Bose, que criou um método de contagem onde se assume que a luz pode ser entendida como um gás de partículas indistinguíveis, usando uma nova forma para chegar à Lei de Planck. As novas estatísticas de Bose ofereceram mais informações sobre como entender o comportamento dos fótons. Ele mostrou que se um fóton entrou em um estado quântico específico, então há uma tendência para que o próximo entre no mesmo estado. Einstein notou que as estatísticas de Bose aplicavam-se a alguns átomos, bem como partículas de luz propostas, e submeteu a tradução do artigo em alemão para o Zeitschrift für Physikalische Chemie. Também publicou seus próprios artigos descrevendo o modelo e suas implicações. Entre os resultados, em 1925 fez a notável descoberta em que algumas partículas aparecem em temperaturas muito baixas; se um gás tivesse uma temperatura bem próxima do zero absoluto — o ponto em que os átomos não se movem — todos eles caíam no mesmo estado quântico. O condensado de Bose-Einstein é um tipo de matéria que é distintamente diferente das outras na Terra — diferente de líquido, sólido ou gasoso. Foi a última grande contribuição de Einstein à física. Somente em 1995 o primeiro condensado foi produzido experimentalmente por Eric Allin Cornell e Carl Wieman usando equipamentos de ultrarresfriamento construídos no laboratório do Instituto Nacional de Padrões e Tecnologia — Instituto Conjunto do Laboratório de Astrofísica da Universidade do Colorado em Boulder. Hoje, as estatísticas de Bose-Einstein são usadas para descrever o comportamento de qualquer conjunto de bósons.

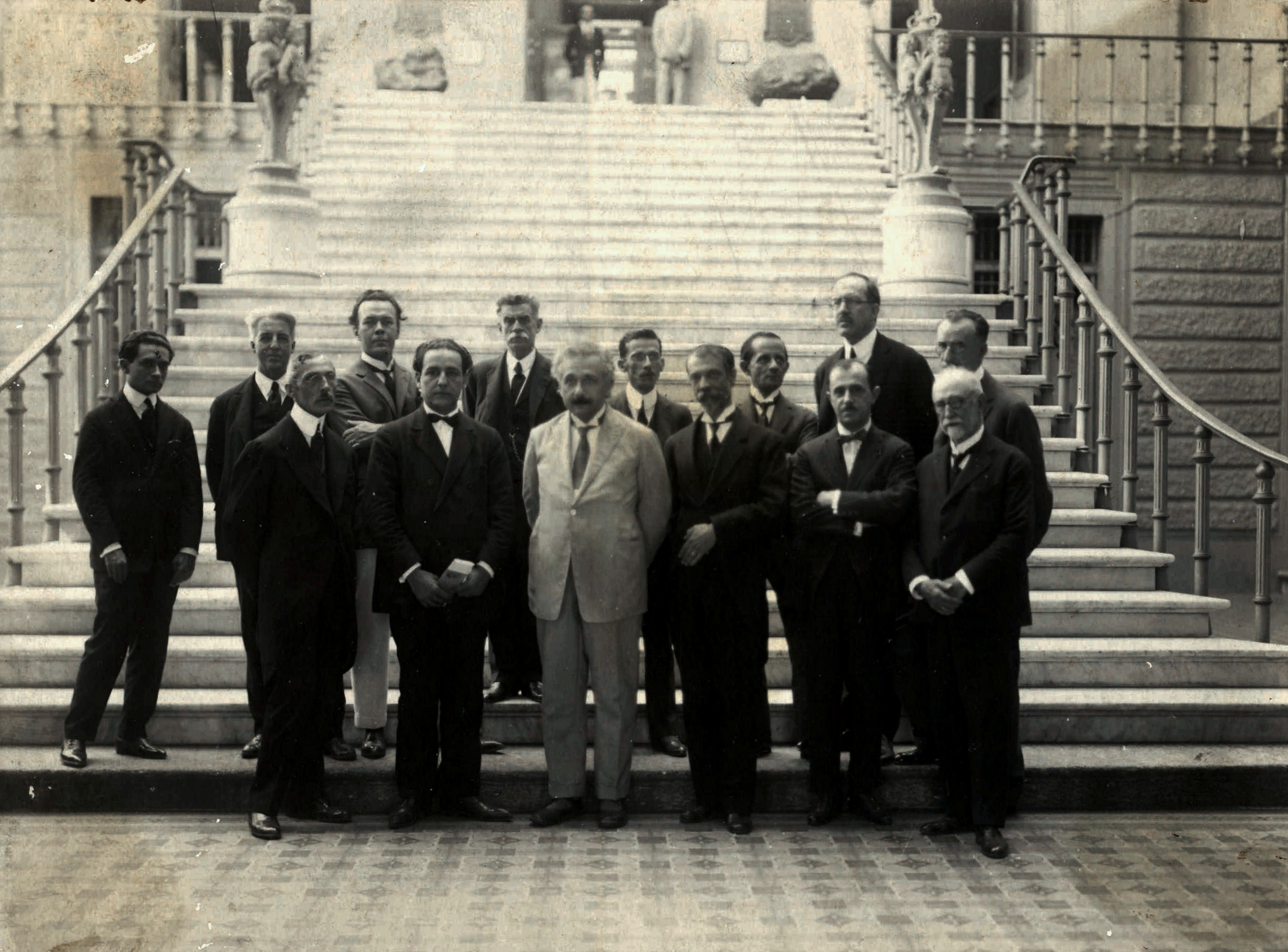
Albert Einstein durante visita ao Museu Nacional, no Rio de Janeiro, Brasil

Entre os anos de 1926 e 1930, Einstein e Szilárd trabalharam juntos e desenvolveram um silencioso refrigerador doméstico. Em 11 de novembro de 1930, a Patente 1 781 541 dos Estados Unidos foi atribuída a ambos pelo refrigerador de Einstein. Sua invenção não foi imediatamente colocada em produção comercial, uma vez que a mais promissora de suas patentes foi rapidamente comprada pela empresa sueca Electrolux para proteger sua tecnologia de refrigeração da competição.
Em 1935, Einstein, Boris Podolsky e Nathan Rosen produziram um famoso argumento para mostrar que a interpretação da mecânica quântica defendida por Bohr e sua escola em Copenhague era incompleta se certas suposições razoáveis fossem feitas a respeito de "realidade" e "localidade" contra o qual não havia um pouco de evidência empírica naqueles dias. Bohr escreveu um desmentido e foi declarado o vencedor. O debate persistiu em um nível filosófico até 1964, quando John Stewart Bell produziu sua famosa desigualdade baseada no realismo local (ou seja, a localidade mais realidade, tal como definido por Einstein, Podolsky e Rosen) na qual a mecânica quântica viola. Por fim, a questão foi trazida a baixo de sua altura filosófica ao nível empírico. Mas teve que esperar até 1982 para um verdadeiro veredito experimental. Os experimentos engenhosos realizados pela Aspect e seus colegas com fótons correlacionados mais uma vez pareciam vindicar a mecânica quântica. Após o aparecimento do argumento EPR e a resposta de Bohr, a escola de Copenhague teve que mudar sua postura. Tiveram que abandonar a ideia de que toda medida causava uma "perturbação" inevitável do sistema de medida. De fato, Bohr admitiu que, em uma causa como a correlatada no paradoxo EPR, "não havia dúvida de uma perturbação mecânica do sistema sob investigação".
A teoria da gravidade de Einstein-Cartan é uma modificação da teoria da relatividade geral, permitindo que o espaço-tempo tenha torção, além de curvatura, e torção relativa à densidade da quantidade de momento angular intrínseco. Esta modificação foi proposta em 1922 por Élie Cartan, antes da descoberta do spin. Cartan foi influenciado pelo trabalho dos irmãos Cosserat (1909), que consideravam, além de um (assimétrico) tensor força de estresse, também um tensor momento de estresse em um meio contínuo adequadamente generalizado.

## Vida pessoal

### Política e religião

#### Política

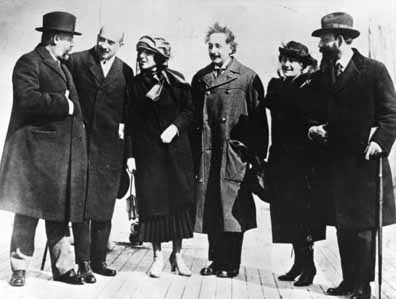
Albert Einstein, sua esposa Elsa e líderes sionistas incluindo o futuro presidente de Israel Chaim Weizmann, sua esposa Vera, Menahem Ussishkin e Ben-Zion Mossinson em 1921

Com seis anos de idade, no final de 1885, Einstein entrou na escola primária católica de seu bairro, provavelmente a partir do segundo grau. Era a única criança judia na classe. Instrução religiosa fazia parte do currículo escolar, assim ele se familiarizou com as histórias da Bíblia e dos santos.
Suas opiniões políticas surgiram publicamente em meados do século XX, devido à sua fama e reputação de gênio. Ele era a favor do socialismo e contra o capitalismo, que ele detalhou em seu ensaio Por que o Socialismo? Suas opiniões sobre os bolcheviques mudaram com o tempo. Em 1925, ele os criticou por não terem um "sistema de governo bem regulado" e chamou seu governo de "um regime de terror e uma tragédia na história humana". Posteriormente, ele adotou uma visão mais "equilibrada", criticando seus métodos, mas elogiando-os, o que é demonstrado por sua observação de 1929 sobre Vladimir Lênin: "Em Lenin, honro um homem que, em total sacrifício de sua própria pessoa, dedicou toda a sua energia para realizar a justiça social. Não acho seus métodos aconselháveis. Uma coisa é certa, no entanto: homens como ele são os guardiões e renovadores da consciência da humanidade". Einstein ofereceu-se e foi chamado a opinar em questões muitas vezes não relacionadas à física teórica e matemática.

#### Religião
Seus pontos de vista sobre a crença religiosa foram coletados a partir de entrevistas e escritos originais. Quando jovem dizia que acreditava no conceito de "Deus" conforme preconizado pelo filósofo Baruch Espinoza, mas não em um Deus pessoal, crença que ele criticava. Nesta visão, deus e a natureza são uma mesma entidade. Chamava-se de agnóstico, ao mesmo tempo que se dissociava do rótulo de ateu quando vinculado ao ateísmo forte (ateísmo não cético). "Você pode me chamar de agnóstico, mas eu não concordo com o espírito do ateu profissional cujo fervor é um ato de dolorosa restrição da doutrinação religiosa da juventude. Eu prefiro ter uma atitude de humildade em relação ao quão pouco entendemos sobre a natureza e nossos próprios seres", escreveu a Guy H. Raner Jr. em setembro de 1949.
Numa carta manuscrita em alemão em 1954 e dirigida ao filósofo judeu Eric Gutkind, Einstein critica enfaticamente as religiões institucionalizadas, em particular a religião judaica, de forma a posicioná-lo como ateu um ano antes de sua morte.[ligação inativa] Na missiva em questão, o cientista declara que:
"Para mim, a palavra Deus não é mais do que a expressão e o produto das fraquezas humanas; a Bíblia é uma coleção de lendas honrosas, mas ainda assim primitivas, que, no entanto, são bastante infantis. Nenhuma interpretação, por mais subtil que seja, pode (para mim) alterar isso.( ... ) Para mim, a religião judaica, como todas as outras religiões, é a encarnação das superstições mais infantis. E o povo judeu, ao qual pertenço de bom grado e com cuja mentalidade tenho profunda afinidade, não tem para mim uma qualidade diferentes de todos os outros povos.( ... ) De resto, não consigo ver nada de "escolhido" neles." 
Conhecida como a "Carta de Deus", a carta foi vendida em 2018 em Nova Iorque por 2,89 milhões de dólares num leilão organizado pela Christie's.

### Amor pela música
"O que tenho a dizer sobre a obra de Bach? Ouvir, tocar, amar, adorar ... ficar calado!"

— Albert Einstein em resposta a um inquérito da revista alemã Illustrierten Wochenschrift, 1928.
Einstein desenvolveu apreciação musical em uma idade precoce. Sua mãe tocava piano razoavelmente bem e queria que seu filho aprendesse a tocar violino, não só para incutir nele o amor pela música, mas também para ajudá-lo a assimilar a cultura alemã. De acordo com o maestro Leon Botstein, Einstein disse ter começado a tocar quando tinha cinco anos, mas não o apreciava nessa idade. Quando completou treze anos, no entanto, descobriu as sonatas para violino de Mozart. "Einstein se apaixonou", e estudou música com mais vontade. Aprendeu a tocar sozinho sem "nunca praticar sistematicamente", acrescentando que "o amor é um professor melhor do que um sentido de dever". Aos dezessete anos, foi ouvido por um examinador de sua escola em Aarau quando tocava as sonatas de violino de Beethoven, tendo o examinador afirmado depois que seu toque era "notável e revelador de 'uma grande visão'". O que impressionou o examinador, escreve Botstein, era que Einstein "exibiu um amor profundo pela música, uma qualidade que foi e continua a ser escassa. A música possuía um significado incomum para esse estudante".
Embora tenha se apresentado em público para concertos de caridade e como um representante da Liga das Nações, Einstein não tocou principalmente para os espectadores, mas para se divertir com amigos — ou sozinho, para relaxamento e inspiração. Ele muitas vezes se sentava ao piano e improvisava. Onde quer que fosse, seu violino "Lina" estava com ele. Desde sua infância havia procurado oportunidades de tocar com outros músicos. Até o fim dos seus dias, teve encontros com outros estudantes e colegas, com Michele Besso e Max Born, Max Planck e Paul Ehrenfest, com particulares e celebridades, com Pauline Winteler, que cuidou dele quando morava em Aarau, e com a Rainha Isabel da Bélgica em Bruxelas. À época, tocar música em casa era uma coisa natural durante os encontros, e ele reuniu cientistas e músicos em Princeton para visitar e tocar Mozart, Bach e Schubert.

"Se eu não fosse um físico, provavelmente seria músico. Eu penso sobre música frequentemente. Eu sonho acordado com música. Eu vejo minha vida em termos de música ... obtenho mais alegria na vida através da música."

— Einstein, 1929
A música assumiu um papel fundamental e permanente em sua vida. Embora a ideia de se tornar um profissional não estivesse em sua mente em nenhum momento, entre aqueles com os quais Einstein tocou a música de câmara estavam alguns profissionais, e ele se apresentou para os amigos e em privado. A música de câmara também se tornou uma parte regular de sua vida social, enquanto vivia em Berna, Zurique e Berlim, onde tocou com Max Planck e seu filho, entre outros. Em 1931, quando estava envolvido em pesquisa no Instituto de Tecnologia da Califórnia, ele visitou o Conservatório da família Zoellner em Los Angeles e tocou algumas das obras de Beethoven e Mozart com os membros do Quarteto Zoellner, que tinha se retirado recentemente após duas décadas de turnês aclamado em todos os Estados Unidos; Einstein mais tarde presenteou o patriarca da família com uma fotografia autografada como uma lembrança. Perto do fim de sua vida, em 1952, quando o Quarteto de Cordas Juilliard (da Juilliard School, de Nova Iorque) visitou-o em Princeton, ele tocou seu violino com eles; ainda que diminuísse o ritmo para acomodar suas habilidades técnicas menores, Botstein observa que o quarteto ficou "impressionado com o nível de coordenação e entonação de Einstein".

## Legado
Quando em viagem, Einstein escrevia diariamente para sua esposa Elsa e as enteadas Margot e Ilse. As cartas foram incluídas nos documentos legados à Universidade Hebraica de Jerusalém. Margot Einstein permitiu que as cartas pessoais fossem disponibilizadas ao público, solicitando que fossem esperados vinte anos após sua morte para a publicação, o que ocorreu em 1986. Barbara Wolff, dos Albert Einstein Archives da Universidade Hebraica de Jerusalém, disse à BBC que há cerca de 3 500 páginas de correspondência privada, escritas entre 1912 e 1955.
Einstein doou os royalties do uso de sua imagem para a Universidade Hebraica de Jerusalém. Corbis, sucessor da The Roger Richman Agency, licencia o uso de seu nome e imagens associadas, como agente para a universidade. Suas grandes conquistas intelectuais e originalidade fizeram da palavra "Einstein" sinônimo de gênio. Sua fórmula de equivalência massa-energia — E = mc² — foi chamada por Karen Fox e Aries Keck de "a equação mais famosa do mundo". Ao lado da mecânica quântica, sua teoria da relatividade geral foi considerada um dos pilares da física moderna.
Em dezembro de 1952, Albert Ghiorso, trabalhando na Universidade da Califórnia em Berkeley, descobriu um novo elemento ao analisar resíduos da detonação da primeira bomba H. Para homenagear Einstein, este novo elemento, o de número 99 na tabela periódica, recebeu o nome Einstênio. No cinema foi interpretado pelos atores Walter Matthau em I.Q. (1994)  e por Tom Conti em Oppenheimer (2023).
No período anterior à Segunda Guerra Mundial, era tão conhecido nos Estados Unidos a ponto de ser indagado na rua por pessoas que solicitavam que ele explicasse "aquela teoria". Einstein finalmente descobriu uma maneira de lidar com as perguntas incessantes. Ele passou a responder a elas com o bordão "Perdão, sinto muito! Sou sempre confundido com o Professor Einstein". Foi o assunto ou inspiração para muitas novelas, filmes, peças de teatro e obras de música. É o modelo favorito para representações de cientistas loucos e professores distraídos, seu rosto expressivo e penteado característico têm sido amplamente copiado e exagerado. Em 1999, a revista Time publicou a compilação Time 100: The Most Important People of the Century, no qual classificava as pessoas mais influentes do século XX. Einstein ficou em primeiro lugar como a pessoa mais importante do século, acrescentando que "foi o cientista preeminente em um século dominado pela ciência. As pedras fundamentais da época — a bomba, o Big Bang, física quântica e eletrônicos — todas trazem sua marca". Frederic Golden escrevendo para a mesma revista disse na publicação que Einstein era "o sonho realizado de um cartunista". Também em 1999, 100 físicos renomados elegeram-no o mais memorável físico de todos os tempos.